# История Сибири

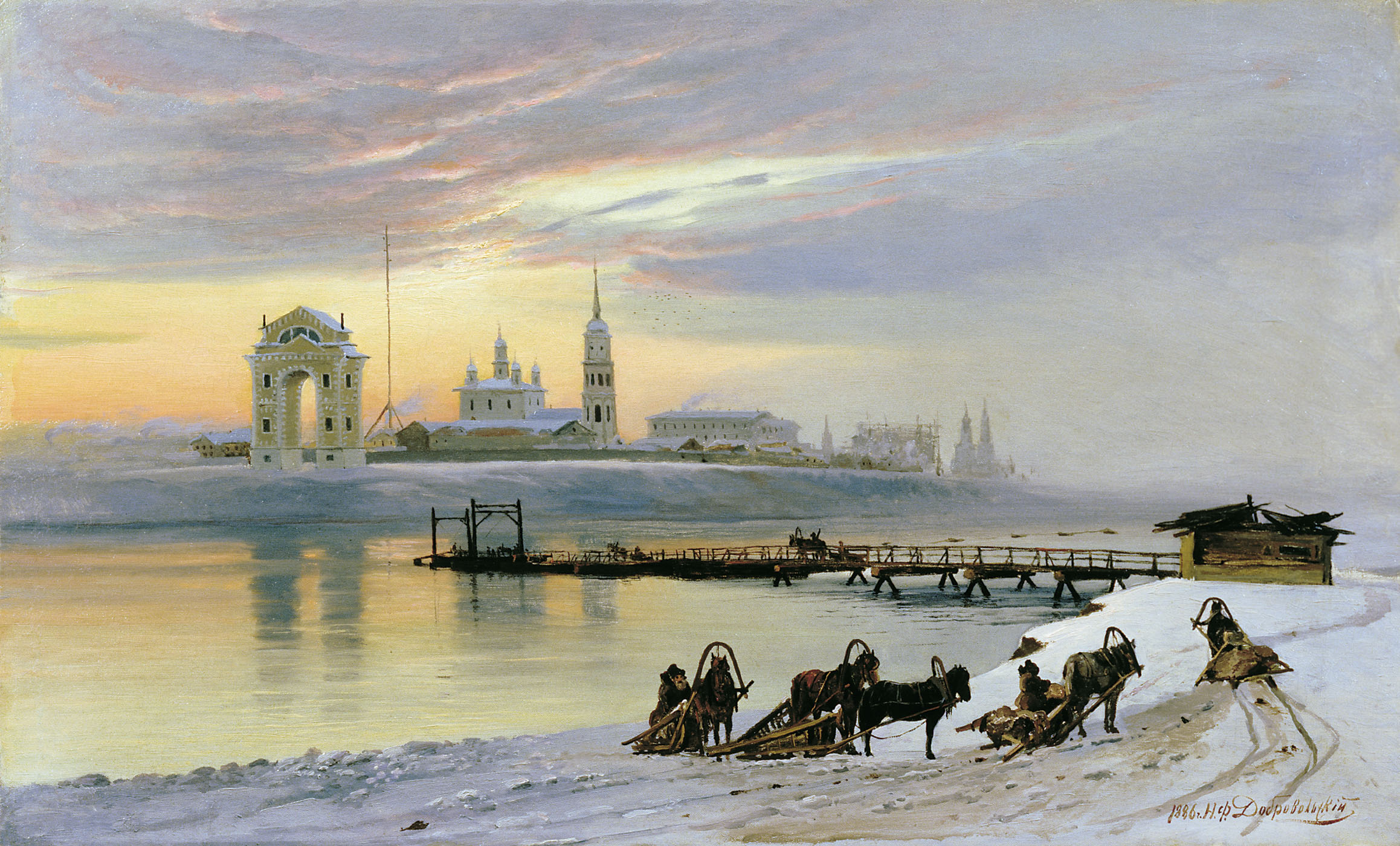
Николай Добровольский. Переправа через Ангару в Иркутске, 1886 год. Из коллекции Иркутского художественного музея. На заднем плане Московские ворота.

История Сибири — прошлое обширного географического региона в северо-восточной части Евразии, ограниченной с запада Уральскими горами, с востока водораздельными хребтами у Тихого океана, с севера Северным Ледовитым океаном, с юга границей сопредельных государств России (Казахстана, Монголии, Китая).

## Название
В первой половине XIII века монгольским военачальникам был известен «лесной народ шибир». Со второй половины XIII века и в XIV веке Сибирь уже широко встречается как название определённой территории к северу от владений золотоордынских правителей. В XV веке в русских летописях известна «Сибирская земля» и довольно чётко характеризуется её местоположение — район по нижнему течению Тобола и среднему течению Иртыша, где, очевидно, жили потомки древних сипыров, в значительной степени ассимилированные тюркскими элементами, и поэтому отличавшиеся от остальных групп угров нижнего Иртыша и Приобья. С возникновением в конце XV в. государственности тобольских татар и тюркизированных угров-сипыров «Сибирью» стало называться государство — Сибирское ханство. Наряду с Сибирским ханством на территории к востоку от Урала в XIX веке были известны Тюменское ханство, Югра и Мангазея.
После завоевания Московской Русью Казанского и Астраханского ханств на Волге начались продвижения в Сибирь, которое началось с похода Ермака Тимофеевича в 1582 году.
В Российской империи Сибирь была аграрной провинцией и местом ссылки и каторги. На рубеже XIX—XX веков была построена Транссибирская магистраль, которая дала значительный импульс хозяйственному развитию Сибири и позволила переселить сюда более 3 миллионов человек. В советское время произошёл упадок аграрного производства и рост роли Сибири как источника полезных ископаемых и гидроэнергии.

## Каменный век

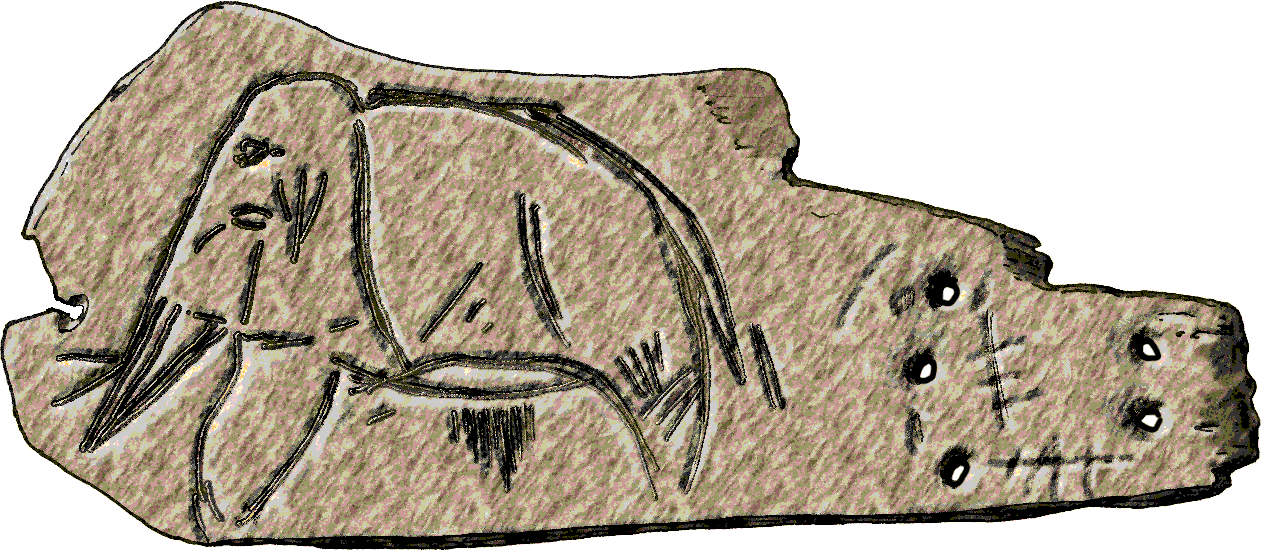
Изображение мамонта со стоянки Мальта́ (хранится в Эрмитаже)

### Палеолит и мезолит
В ледниковую эпоху климат Сибири был жарким и сухим. Недостаток влажности препятствовал накоплению мощных снежных и ледяных толщ, поэтому ледники здесь не имели таких огромных размеров, как в Европе. По окраинам ледника на сотни километров простирались обширные тундростепи, переходящие южнее в лесостепь. В межледниковое время климат значительно теплел и увлажнялся. Таяли ледники, тундра перемещалась на север. Господствующее положение в растительном покрове занимали темнохвойные и широколиственные леса. На бескрайних сибирских просторах паслись многочисленные стада травоядных животных: мамонтов, шерстистых носорогов, северных оленей, бизонов, диких лошадей.
Судя по совокупности материалов палинологического анализа, предполагаемая раннепалеолитическая стоянка Карама в Алтайском крае была обитаема в период с 800 до 600 тыс. лет назад, но после холодного максимума, соответствующего морской изотопной стадии 16 (MIS 16), либо ушли из Карамы на юг, либо не смогли адаптироваться к изменившимся ландшафтно-климатическим условиям и вымерли.
Следующий этап заселения Сибири определяется второй половиной среднего плейстоцена, которому в археологическом отношении соответствует конец ашеля — начало мустье в рамках раннего (нижнего) палеолита. Носителем позднеашельских и мустьерских традиций был неандертальский человек (пещеры Окладникова, Денисова, стоянка Двуглазка). В Чагырской пещере выявлена микокская индустрия. На основе генетических данных было выяснено, что в Денисовой пещере в период со 130 тыс. л. н. (казанцевское потепление) до 73 тыс. л. н. обитал отличный от неандертальцев и кроманьонцев вид людей — денисовский человек.
Возрастом 45 тыс. лет (Морская изотопная стадия MIS 3) датируются бедренная кость анатомически современного человека из Усть-Ишима и останки сопкаргинского мамонта с Таймыра, на костях которого обнаружены следы от каменных орудий. Древний усть-ишимский человек оказался обладателем Y-хромосомной гаплогруппы К*(xLT) и митохондриальной гаплогруппы R, при этом у него не было обнаружено генов денисовского человека, а доля неандертальских генов оказалась минимальна (как у современных азиатов).
Человек из пещеры Логово Гиены (Алтай) датируется возрастом ок. 34—34,5 тыс. лет назад. Человек из местонахождения Покровка II (Малый Лог II) на берегу Красноярского водохранилища (Россия) датируется возрастом 27 740 ± 150 лет.
Возраст верхнепалеолитической стоянки Щапова I в Иркутске составляет 39 900 ± 1285 лет, стоянки им. Герасимова — 36 750 ± 380 лет, стоянки Мамоны II — 31 400 лет. Возраст стоянки Малая Сыя в Хакасии, где были найдены сверлёные украшения, обработанные резцами, датируется по радиоуглеродному анализу древесного угля, оставшегося в очагах, возрастом 34 тысяч лет назад.
Наиболее яркими позднепалеолитическими памятниками Сибири являются стоянки Мальта́ (24 тыс. лет) и Буреть в Приангарье и Янская стоянка (31,6 тыс. л. н.) в Якутии. Это связанные единством культуры долговременные поселения с прочными жилищами-полуземлянками, сооружёнными при помощи костей крупных животных, дерева и каменных плит. Для каменной индустрии характерны призматические нуклеусы: острия, проколки, резаки, резчики и ножи, изготовленные из пластинок, а также скребки и долотовидные орудия из отщепов. Отличительной чертой мальтинско-буретской культуры является высокоразвитое палеолитическое искусство: вырезанные из бивня мамонта и кости женские статуэтки с подчёркнутыми признаками пола (часть из них изображена одетыми в меховую одежду типа комбинезона), фигурки летящих и плывущих птиц, различные орнаментированные украшения.
Оба человеческих образца с Янской стоянки принадлежат к Y-хромосомной гаплогруппе P1 (предковой для Y-хромосомных гаплогрупп Q и R) и митохондриальной гаплогруппе U2.
У образца MA-1 со стоянки Мальта́ определена Y-хромосомная гаплогруппа R* и митохондриальная гаплогруппа U.
Зуб древнего человека, найденный близ деревни Усть-Кяхта (Бурятия) на участке Усть-Кяхта-3 и исследованный генетиками, показал, что геном его обладателя, жившего ок. 14 тыс. л. н., происходит от смешанной популяции древних северных евразийцев (ANE) и северо-восточных азиатов (Northeast Asian (NEA)). У образца UKY001 определена Y-хромосомная гаплогруппа C2b и митохондриальная гаплогруппа C4.
У образца Колыма-1 (9769 лет до настоящего времени) со стоянки Дуванный яр на Колымской низменности определена Y-хромосомная гаплогруппа Q1a1a-F745>M120 и митохондриальная гаплогруппа G1b. Генофонд популяции палеосибирцев из Дуванного Яра складывался из двух компонентов — восточно-азиатского и древнего северосибирского, близкого к тому, который был обнаружен у представителей Янской стоянки и стоянки Мальта в Прибайкалье. Смешение восточно-азиатской и северосибирской популяций привело к возникновению палеосибирской популяции и предков коренных американцев, впоследствии заселивших Америку.
В период верхнего палеолита человек с территории Сибири заселил Америку, что позволяет видеть в палеолитических сибиряках предков палеоиндейцев.
10 000 лет назад пришла другая группа людей, вытеснив палеосибирскую. Эта группа намного больше похожа на сегодняшних китайцев, японцев и корейцев. Обнаруженная у деревни Байгара таранная (надпяточная) кость современного человека датируется возрастом 10,4 тыс. лет.
У обитателей Жоховской стоянки определена митохондриальная гаплогруппа K и, предположительно, определены митохондриальные гаплогруппы W и V. Они разводили собак ок. 9 тыс. лет назад и привозили обсидиан с берегов озера Красное на Чукотке.

### Неолит (IV—II тыс. до н. э.)
Повсеместное распространение получило эффективное охотничье оружие — лук и стрелы. Продуктивное сетевое рыболовство во многих районах становилось ведущей отраслью хозяйства, позволившей перейти к относительно оседлому образу жизни. Население самых отдалённых сибирских регионов осваивает новые приёмы обработки камня: шлифовку и сверление. Одним из основных орудий становится шлифованный каменный топор для освоения лесных территорий, появляется глиняная посуда. Именно эти хозяйственные и технологические достижения составляют историческое содержание сибирского неолита.
В пределах Западной Сибири археологи выделяют несколько археологических культур: восточноуральскую — в лесном Зауралье и прилегающих районах Западной Сибири, среднеиртышскую — в среднем течении Иртыша, верхнеобскую — в лесостепном Приобье. Наличие в Западной Сибири долговременных поселений с полуземлянками свидетельствует об оседлости неолитического населения. Большое количество орудий охоты и обработки добычи говорит о значительной её роли в местной экономике. Основным объектом охоты был лось, и это нашло своё отражение в изобразительном искусстве. Образ лося воплощён и в мелкой пластике Зауралья, и в каменных гравюрах Томской писаницы. Этот регион входит в ареал прауральцев.
В эпоху неолита к востоку от Енисея складывается огромный, протянувшийся до Тихого океана массив археологических культур, близких по хозяйственному укладу и, возможно, родственных по происхождению.
На юге Средней Сибири древнейшими являются ранненеолитическая керамика с оттисками плетеной сетки и керамика хайтинского типа — 7800—5500 л. н., керамика посольского типа — 6900—4100 л. н., керамика усть-бельского типа — 6600—4100 л. н., керамика исаковского типа — 5200—4500 л. н., серовская и позднесеровская керамика — 5200—4300 лет назад.
В неолите Прибайкалья выделяют китойскую культуру (ранний неолит, конец VI — середина V тыс. до н. э.) и серовскую и исаковскую культуры (развитой неолит, конец V — середина IV тыс. до н. э.), на смену которым приходит эпоха ранней бронзы. Фофановский могильник в Забайкалье датируется 6460—5220 гг. до н. э. Изучение митохондриальной ДНК в палеопопуляциях ранненеолитической китойской культуры (могильник Локомотив в верхнем течении Ангары, в зоне города Иркутск) и сменяющей её исаковской культуры развитого неолита (могильник Усть-Ида I на средней Ангаре) позволило сделать вывод о генетической взаимосвязи населения этих культур. У серовских образцов определены митохондриальные гаплогруппы C (Khuzhir-Olkhon), D (Khuzhir-Olkhon), G2a (Manzurok), Z (Khuzhir-Olkhon), F1b (Ust’-Anga), у китойца определена митохондриальная гаплогруппа D (Borki-1), у глазковцев определены митохондриальные гаплогруппы D (Obkhoi, Eduganka, Makarovo), G2a (Obkhoi), C (Obkhoi). У образцов из могильника Локомотив Глазковского некрополя эпохи неолита (8000—6800 л. н.) определены Y-хромосомные гаплогруппы R1a1-M17 (LOK_1980.006 и LOK_1981.024.01), K, С3 и митохондриальные гаплогруппы F, A, D, C, U5a, G2a. На стоянке Шаманка II определены только Y-хромосомные гаплогруппы K.
Крайние северо-восточные районы Сибири в эпоху неолита долго оставались областью распространения пережиточных мезолитических традиций. Лишь во II—I тысячелетиях до н. э. северо-восточные неолитические культуры (тарьинская на Камчатке и северочукотская на Чукотке) приобретают вполне развитой вид. Появляются первые глиняные сосуды, шлифованные топоры и разнообразные, тонко обработанные сплошной ретушью каменные ножи и скребки, наконечники стрел и копий.
Третья обширная историко-культурная область неолитических культур занимала территорию Дальнего Востока. Подобно тому, как в сибирскую природу здесь вклиниваются южные биогеоценозы, так в традиционный для Сибири уклад охотников и рыболовов в конце неолитической эпохи начинают проникать элементы производящей экономики, связанной происхождением с более южными культурами. Зачатки земледелия зафиксированы и в Приморье, и в Приамурье, но наиболее полно процесс развития хозяйства неолитических культур исследован в бассейне Среднего Амура.
В Забайкалье керамическая посуда возрастом 12 тыс. л. н. обнаружена на памятниках усть-каренгской культуры.
Керамика, выявленная на памятнике селемджинской культуры Усть-Ульма-1 датируется радиоуглеродным анализом органической составляющей формовочной массы в интервале 8900—12 590 лет назад.
Громатухинская культура существовала на средней Зее и верхнем Амуре 15,5—6,8 тыс. лет назад. Первые сосуды из обожжёной глины там появились в 12-м тысячелетии до н. э. (стоянки Малые Куруктачи-1, Голый Мыс-4). Радиоуглеродный анализ нагара на неолитической керамике с памятников Громатуха и Черниговка-на-Зее дал дату 15 010—9550 лет назад.
В 1970-х годах на дальневосточном поселении Гася неподалёку от Сикачи-Аляна академиком А. Окладниковым и доктором исторических наук В. Медведевым была выделена осиповская культура бродячих охотников. Название осиповская культура получила от селения Осиповка, находившегося некогда у железнодорожного моста через Амур у Хабаровска. Её датировали возрастом 14200—9900 лет до н. э. Самая древняя керамика на территории России относится к осиповской культуре. Керамика найдена на всех памятниках культуры, где проводились раскопки (Осиповка-1, Гася, Хумми, Гончарка-1, 3; Госян, Амур-2, Новотроицкое-3, 7, 10; Осиновая Речка-10, 16 и др.). Памятники с керамикой и ранними датами есть также на севере Японии и в Корее. В поселениях осиповской культуры 11 тысячелетия до н. э. были обнаружены украшения из алевролита, кольцо и диск из нефрита.
Развитием древней традиции гончарства, представленной в Приморском крае ранним керамическим комплексом устиновской культуры Устиновка-3 (возраст 9305 ± 31 л. н.), являются характерные для руднинской культуры слабопрофилированные с нерасчленённым контуром сосуды с бордюром тиснёного орнамента в верхней части в виде амурской плетёнки или узором из налепных валиков. Для поздненеолитических поселений Приморья характерны не только тёрочники и зернотерки, но и плечиковые мотыжки для обработки земли, шиферные серпы полулунной формы. В пещере Чёртовы Ворота, датируемой возрастом 7742—7638 лет назад, найдены изделия из текстиля, являющиеся древнейшими для региона Северо-Восточной Азии. Обнаруженные в пещере кости волка-собаки свидетельствуют о начальном этапе доместикации этого животного. Зёрна культурного проса обнаружены на поселениях Новоселище-4 и Кроуновка-1.
Так называемая «новопетровская» культура, выделявшаяся в бассейне среднего Амура, имела явно композитный характер — в неё искусственно объединили артефакты, относящиеся к различным археологическим культурам возрастом 15,5—8,5 тыс. лет назад. Наиболее исследованы поселения Новопетровка I, Новопетровка II, Новопетровка III и Константиновка. В «новопетровской» культуре не было микролитических орудий, но были шлифованные, позволявшие изготавливать многие деревянные изделия. Керамика «новопетровской» культуры близка по технико-технологическим, морфологическим и орнаментальным признакам к керамике и культуры Ананси Северо-Восточного Китая.
Возникновение земледелия на Дальнем Востоке обусловило появление хозяйственной специализации между земледельцами Приморья и Среднего Приамурья и их соседями на Нижнем Амуре, оставшимися на уровне традиционного присваивающего хозяйства. Неолитическая культура зарождается на Нижнем Амуре в V—IV тысячелетиях до н. э. и продолжается до середины II тысячелетия до н. э. От соседних культур её отличают своеобразные орудия труда и особенно керамика.
Неолитические рыболовы Приамурья имели не только сети и невода, но изобрели и древнейшую в мире блесну — на поселении в Кондоне (4520 ± 20 лет назад) найдена желобчатая пластинка из нефрита, один конец которой закруглен, а на другом имеется просверленное отверстие.

## Бронзовый век (III—I тыс. до н. э.)

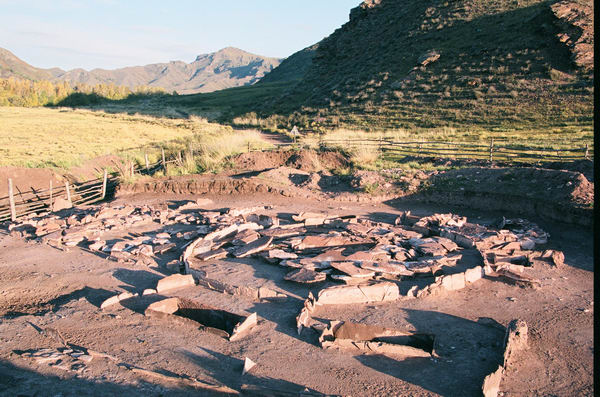
Карасукский могильник близ деревни Казановка, Республика Хакасия

Бронзовый век в Сибири начинается в III тыс. до н. э. и связан с Афанасьевской культурой, носители которой овладели навыками скотоводства, земледелия и металлургии. Следы их деятельности обнаружены в горах Алтая и Саян. Вместе с их миграциями распространяются курганные захоронения. Под влиянием этих племён развиваются черкаскульская культура и каракольская культура. В Прибайкалье появляется глазковская культура. В Хакасии и на юге Красноярского края расцветает окуневская культура.
Ымыяхтахская культура (2200—1300 гг. до н. э.), связанная с белькачинской культурой, широко распространилась из Якутии на весь Северо-Восток Азии а также и на запад. В могильниках этой культуры находят бронзовые изделия, включая и оловянистую бронзу.
С середины II тыс. до н. э. в степные районы Сибири проникают носители андроновской культуры. Освоив степь и лесостепь, андроновцы в поисках новых полей и пастбищ по долинам рек проникали в таёжную зону, где смешивались с аборигенным населением. В результате на юге западносибирской тайги сложились андроноидные культуры (черкаскульская, сузгунская, еловская), сочетавшие местные и пришлые традиции. Под влиянием андроновской культуры у носителей этих культур сложились собственные бронзолитейные центры, сыгравшие большую роль в распространении металла в таёжной зоне.
В конце II тыс. до н. э. андроновская культура в Южной Сибири сменяется карасукской. Карасукские племена оказали большое влияние на сибирские культуры заключительного этапа бронзового века. Оно прослеживается на обширной территории от Верхнего Приобья до Якутии. Степная экономика в эпоху поздней бронзы претерпела некоторые изменения. В составе карасукского стада увеличилась доля мелкого рогатого скота, что сделало стадо более подвижным и позволило перейти к сезонными перекочёвкам. Таким образом, накануне эпохи железа в южносибирских степях создавались предпосылки для перехода к кочевому скотоводству. В эпоху поздней бронзы металл распространился почти по всей территории Северной Азии. Под влиянием карасукской культуры сложился собственный металлургический центр в усть-мильской культуре Якутии (конец II—I тыс. до н. э.). В первой половине I тыс. до н. э. единичные бронзовые изделия появляются в усть-бельской культуре Чукотки. Но несколько привозных бронзовых предметов не изменили её неолитического характера. По существу население Чукотки и Камчатки продолжало жить в каменном веке.
На стоянках бронзового века в Прибайкалье (Локомотив, Шаманка II, Усть-Ида, Курма XI) определены Y-хромосомные гаплогруппы K, R1a1, С3, Q1a3 и E-L914.

## Железный век

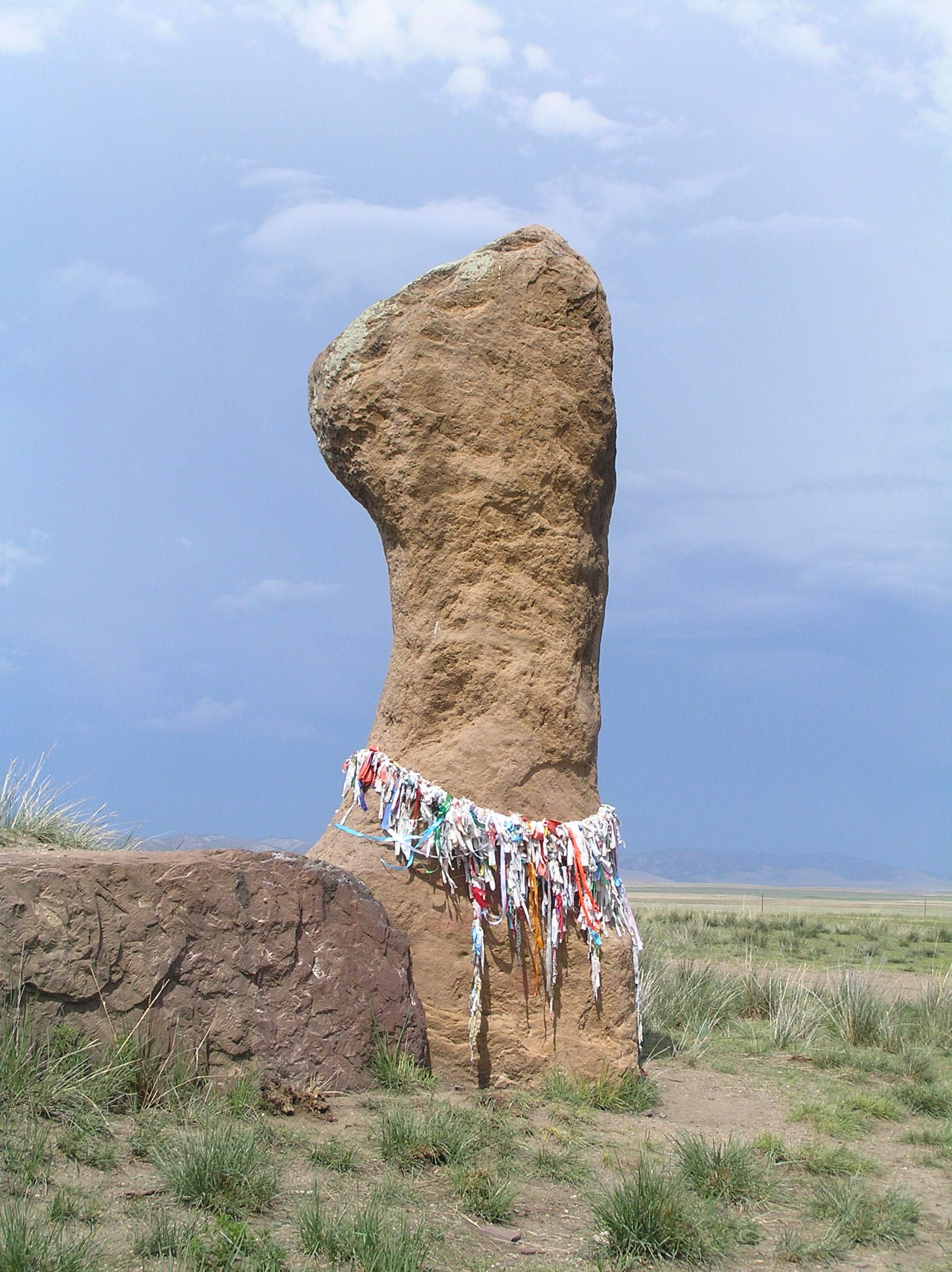
«Вход» в Большой Салбыкский курган

### Эпоха раннего железа (IX в. до н. э. — IV в. н. э.)
Железный век внёс большие перемены в жизнь народов древней Сибири и Дальнего Востока, которые познакомились с железом в I тыс. до н. э. Тюркские и монгольские народы осваивают производство металлических стремян, пряжек и других изделий.
Историко-археологические особенности развития степных районов Евразии позволяют выделить два длительных периода в эпохе раннего железа: скифский или скифо-сакский и гуннский или гунно-сарматский. На основе развитого кочевого скотоводства здесь сложились общества с военно-демократическим укладом и оформились первые племенные союзы.
«Скифское» время в истории народов Евразийских степей относится к VIII—III веках до н. э. и характеризуется переходом от пастушеско-земледельческих форм хозяйства к кочевому скотоводству.
В IV—III веках до н. э. обострилась борьба тюркских (хунну) и монгольских (сяньби) государств с новообразованным объединенным Китаем. Китайская дипломатия энергично собирает сведения о западных и северных землях. В поле их зрения попадают усуни, юэчжи и динлины. По сведениям письменных источников, они создали в своё время сильные политические союзы, долгое время успешно противодействовавшие хуннам. Тем не менее степные правители неоднократно успешно вторгались и завоевывали Китай (шаньюй Модэ, Лаошань 2 век до н. э.; Таншихай — 2 век н. э.), в 4 веке тюрко-монгольские правители завоевав Китай основывают свои династии (Северная Хань, Поздняя Чжао).
Юэчжи обитали на Алтае и в Саянах. С юэчжами в скифологии связывают пазырыкскую и уюкскую культуры Алтая и Тувы. Вопрос о языковой принадлежности юэчжей неясен. Чаще всего их относят к восточным ираноязычным массагетам. По другому мнению, юэчжи были многоязычны, и, в частности, некоторые этнонимы восходят к тюркским языкам. Раскопки Пазырыкских курганов засвидетельствовали смешанный монголоидно-европеоидный тип.

К северо-востоку от юэчжей в енисейских степях была распространена тагарская культура динлинов. Динлины, по свидетельству китайцев, были родственны хуннам, но всегда враждебны им. В отличие от соседей юэчжей, динлины-тагарцы вели оседлый образ жизни.

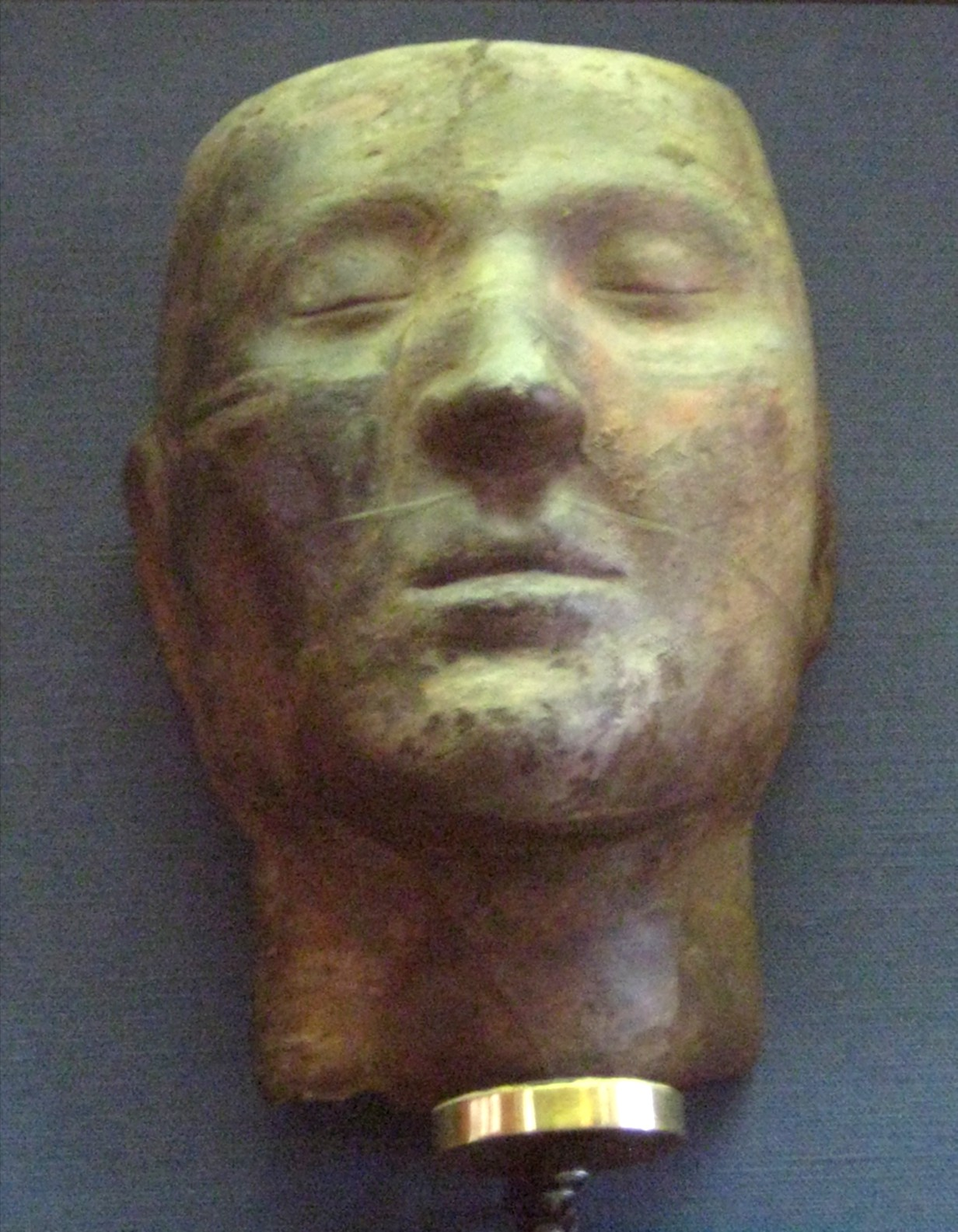
Погребальная маска таштыкской культуры

Племена тагарской культуры достигли высокого развития в производстве металла и металлообработке. Большая часть древних медных рудников Южной Сибири принадлежала тагарцам. Они значительно улучшили состав различных бронзовых сплавов. Знаменитая тагарская золотистая бронза в виде слитков, а чаще изделий служила предметом экспорта в другие районы, особенно в тайгу и лесостепи Западной и Средней Сибири.
«Скифское время» в евразийских степях сменяется «гунно-сарматским» в III в. до н. э. — IV в. н. э. Сарматы на западе, хунны — на востоке стали господствовать в Великой степи. Для этого периода характерны полная победа железа над бронзой и камнем в материальной культуре, дальнейшее развитие кочевничества и небывалый размах миграционных процессов.
В первые века н. э. мир был накануне «великого переселения народов», толчок которому был дан на востоке. Сибирь сыграла значительную роль в жизни евразийского степного средневековья.

### Раннее средневековье Эпоха Каганатов V—X века

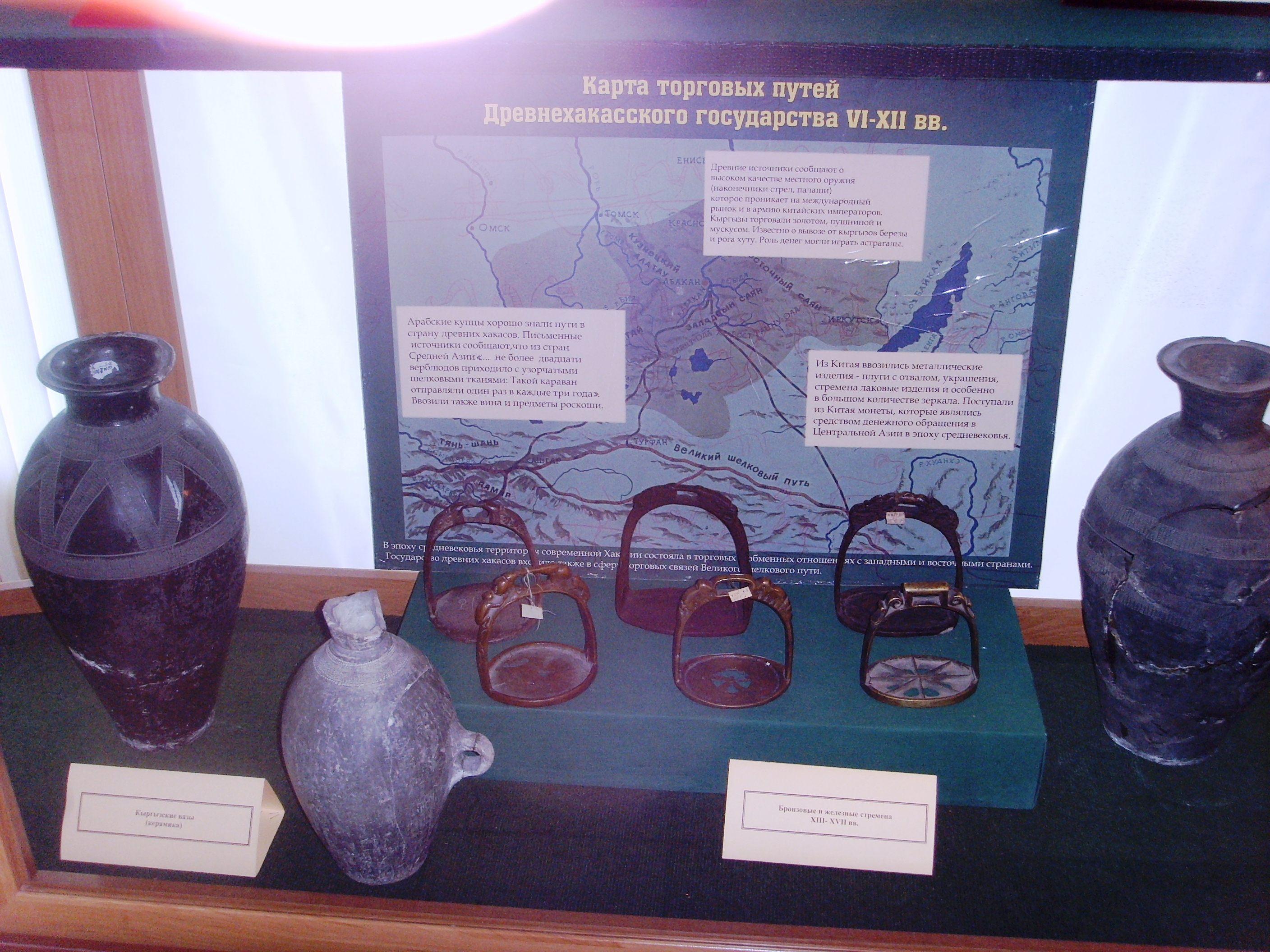
Предметы кыргызской культуры

В этот период образовывается одно из крупнейших государств в истории человечества — Великий Тюркский Каганат. В период VI века (576 год) Каганат контролирует территории от Китая включительно до Византийской границы на Западе, под влияние Каганата попадает Сасанидский Иран на юге.
К VII веку Каганат тюрков делится на две части Восточно-Тюркский и Западно-Тюркский. Восточно-Тюркским Каганатом с 609 года начинает править будущий завоеватель Китая Шибир-хан тюрк шад, от имени которого, предположительно и происходит топоним «Сибирь».

## Средневековье. Пост-монгольские государства (XIII—XVI века)
В начале XIII века народы южной Сибири были подчинены старшим сыном Чингис-хана по имени Джучи. С распадом Монгольской империи, юго-западная Сибирь вошла в состав Улус Джучи или Золотой Орды. Предположительно в XIII веке на юге Западной Сибири было основано Тюменское ханство сибирских татар и кереитов со столицей Чинги-Тура. Оно находилось в вассальной зависимости от Золотой Орды. Около 1500 года правитель Тюменского ханства объединил большую часть Западной Сибири создав Сибирское ханство со столицей в городе Кашлык, также известном как Сибирь и Искер. Сибирское ханство граничило с Пермской землёй, Казанским ханством, Ногайской Ордой и с прииртышскими телеутами. На севере оно достигало низовьев Оби, а на востоке соседствовало с «Пегой Ордой».

## Югра (XI—XVI века)

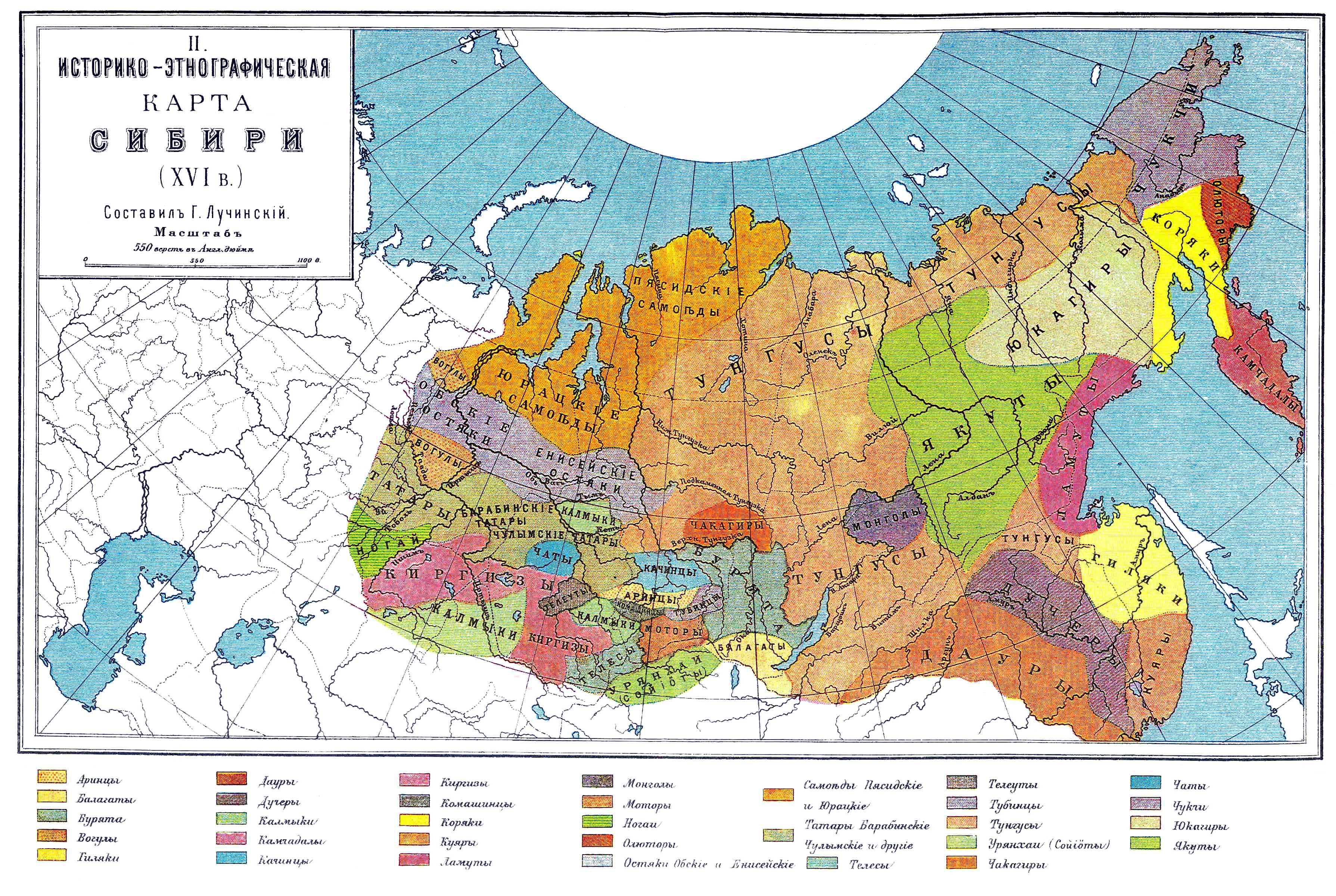
Народы Сибири в XVI веке

В русских исторических памятниках имя Сибири не встречается до 1407 года, однако, отношения русских с Сибирью восходят к глубокой древности. Новгородцы в 1032 году добрались до «железных ворот» (Уральских гор — по толкованию Соловьёва) и здесь были разбиты юграми. С этого времени в летописях довольно часто упоминается о новгородских походах в Югру по Печорскому пути.
С середины XIII века Югра уже была известна как новгородская волость; впрочем, эта зависимость была непрочна. Как свидетельствует новгородская «карамзинская летопись», в 1364 году новгородцы совершили большой поход на реку Обь: «приеха с Югры новгородцы дети боярские и люди молодые воеваша по Оби реки до моря». Когда Новгород пал, отношения с восточными странами не прекратились. С одной стороны, новгородские жители, разосланные по восточным городам, продолжали политику отцов. С другой стороны, задачи старого Новгорода унаследовала Москва.
В 1472 году после похода московских воевод Фёдора Пестрого и Гаврилы Нелидова была присоединена Пермская земля. 9 мая 1483 года по повелению Ивана III начат большой поход воевод Фёдора Курбского-Чёрного и Ивана Салтык-Травина в Западную Сибирь на вогульского князя Асыку. Разбив вогулов у Пелыма, московское войско двигалось по Тавде, затем по Туре и по Иртышу до впадения его в реку Обь. Здесь был пленён югорский князь Молдан. После этого похода Иван III стал именоваться великим князем Югорским, князем Кондинским и Обдорским. В 1499 году состоялся ещё один поход московского войска за Урал.

## XVI век

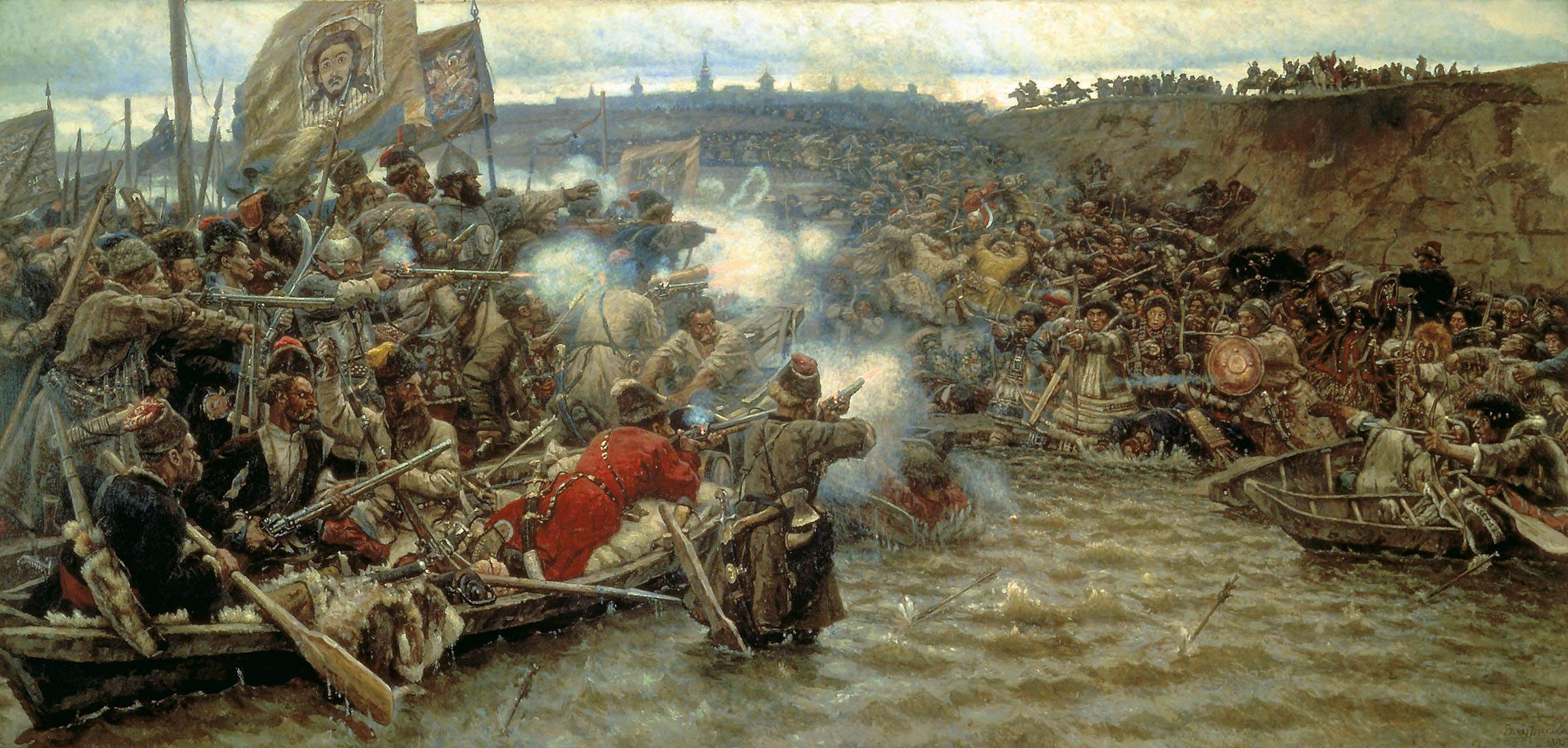
В. И Суриков. «Покорение Сибири Ермаком» (1895)

В 1555 году сибирский хан Едигер признал вассальную зависимость от Русского царства (официальным названием страны после венчания на царство Ивана Грозного в 1547 году стало «Российское царство») и пообещал платить Москве ежегодный ясак в 1000 соболей (правда, в обещанном объёме дань ни разу уплачена не была).
В 1563 году власть в Сибирском ханстве захватил шибанид Кучум, который был внуком Ибака. Он казнил хана Едигера и его брата Бек-Булата. Новый сибирский хан прилагал немалые усилия для укрепления роли ислама в Сибири. Хан Кучум перестал платить дань Москве, однако в 1571 году прислал полный ясак в 1000 соболей. В 1572 году, после того как крымский хан Девлет I Герай разорил Москву, сибирский хан Кучум полностью порвал даннические отношения с Москвой. В 1573 году Кучум отправил своего племянника Махмут Кули с дружиной с разведывательными целями за пределы ханства. Махмут Кули дошел до Перми, потревожив владения уральских купцов Строгановых. В 1579 году Строгановы пригласили дружину казаков (больше 500 человек), под начальством атаманов Ермака Тимофеевича, Ивана Кольцо, Якова Михайлова, Никиты Пана и Матвея Мещеряка для защиты от регулярных нападений со стороны Кучума.

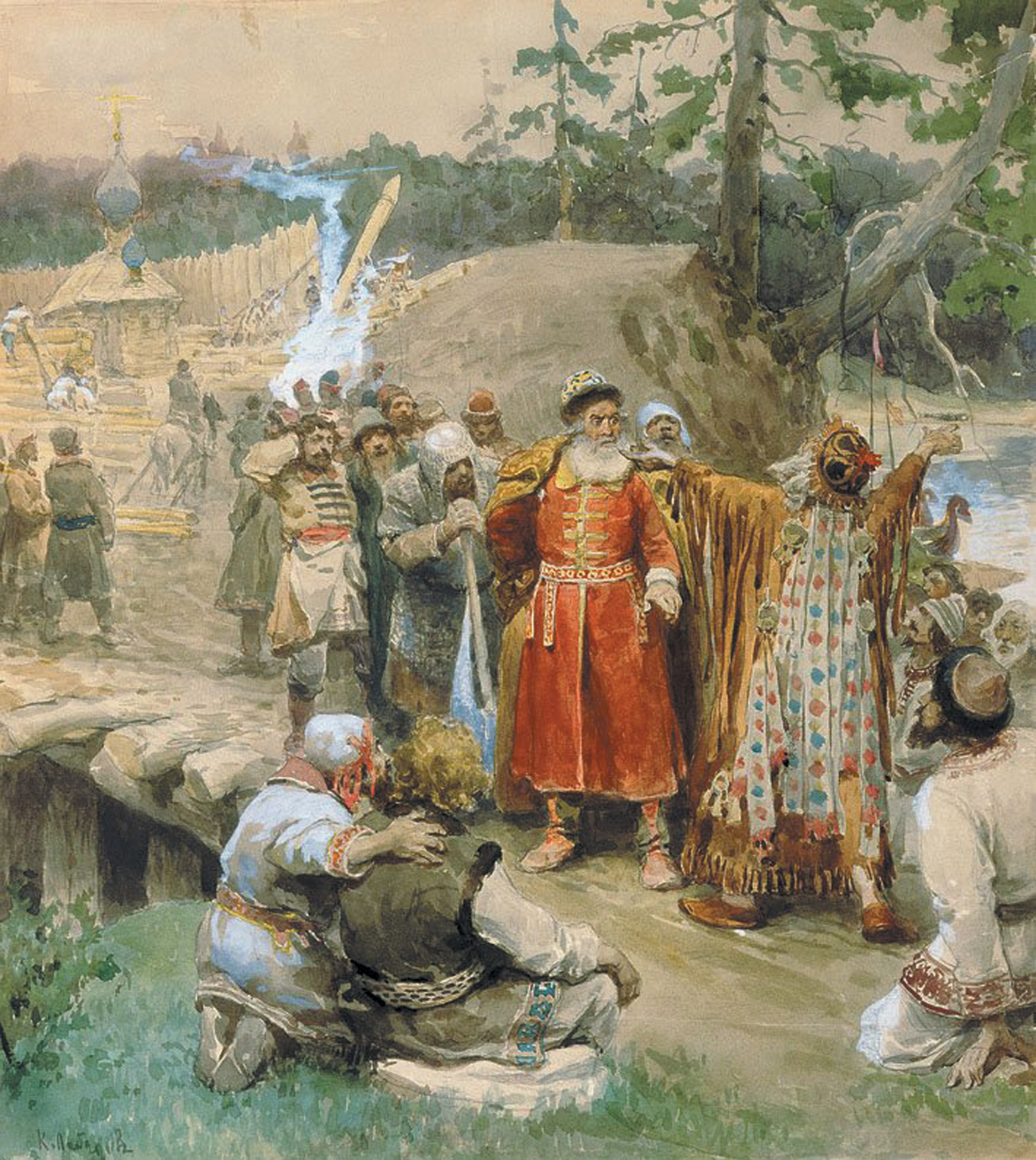
К. Лебедев. «Освоение русскими новых земель». Бумага, акварель. (1904)

1 сентября 1581 дружина казаков под главным начальством Ермака выступила в поход за «Каменный Пояс» (Урал), положив начало колонизации Сибири русским государством. Инициатива этого похода, по летописям Есиповской и Ремезовской, принадлежала самому Ермаку, участие Строгановых ограничилось вынужденным снабжением казаков припасами и оружием.
26 октября 1582 года Ермак овладел Кашлыком и начал присоединение Сибирского ханства к России. В 1585 году Кучуму удалось взять реванш — ночью отряд Ермака был уничтожен при устье реки Вагай, сам Ермак при этом погиб. Оставшиеся в живых казаки вынуждены были покинуть территорию Сибири. Кучум вновь занял Кашлык откуда однако вскоре был изгнан новым претендентом на престол — Сеид-Ахматом. В 1585 году воевода Иван Мансуров в устье Иртыша основал Обский городок, просуществовавший до 1594 года. В следующем 1586 году был основан первый постоянный русский город в Сибири — Тюмень. К этому времени Кучум уже не контролировал Кашлык и кочевал южнее. После пленения русскими в 1588 году Сеид-Ахмата Кучум продолжал оказывать сопротивление завоевателям до 1598 года. 20 августа 1598 года в ходе Ирменского сражения он был разбит тарским воеводой Андреем Воейковым на берегу реки Обь и бежал в Ногайскую Орду, где был позднее убит.
В конце XVI века на территории Сибирского ханства поселенцами из России были основаны города Тюмень, Тобольск, Пелым, Берёзов, Сургут, Тара, Обдорск. В 1601 году на реке Таз, впадающей в Обскую губу, был основан город Мангазея. Тем самым открылся морской путь в Западную Сибирь (Мангазейский морской ход). С основанием острога Нарым была покорена Пегая Орда на востоке от Сибирского ханства.
В конце XVI века для управления вновь присоединёнными территориями был создан Тобольский разряд.

## XVII век

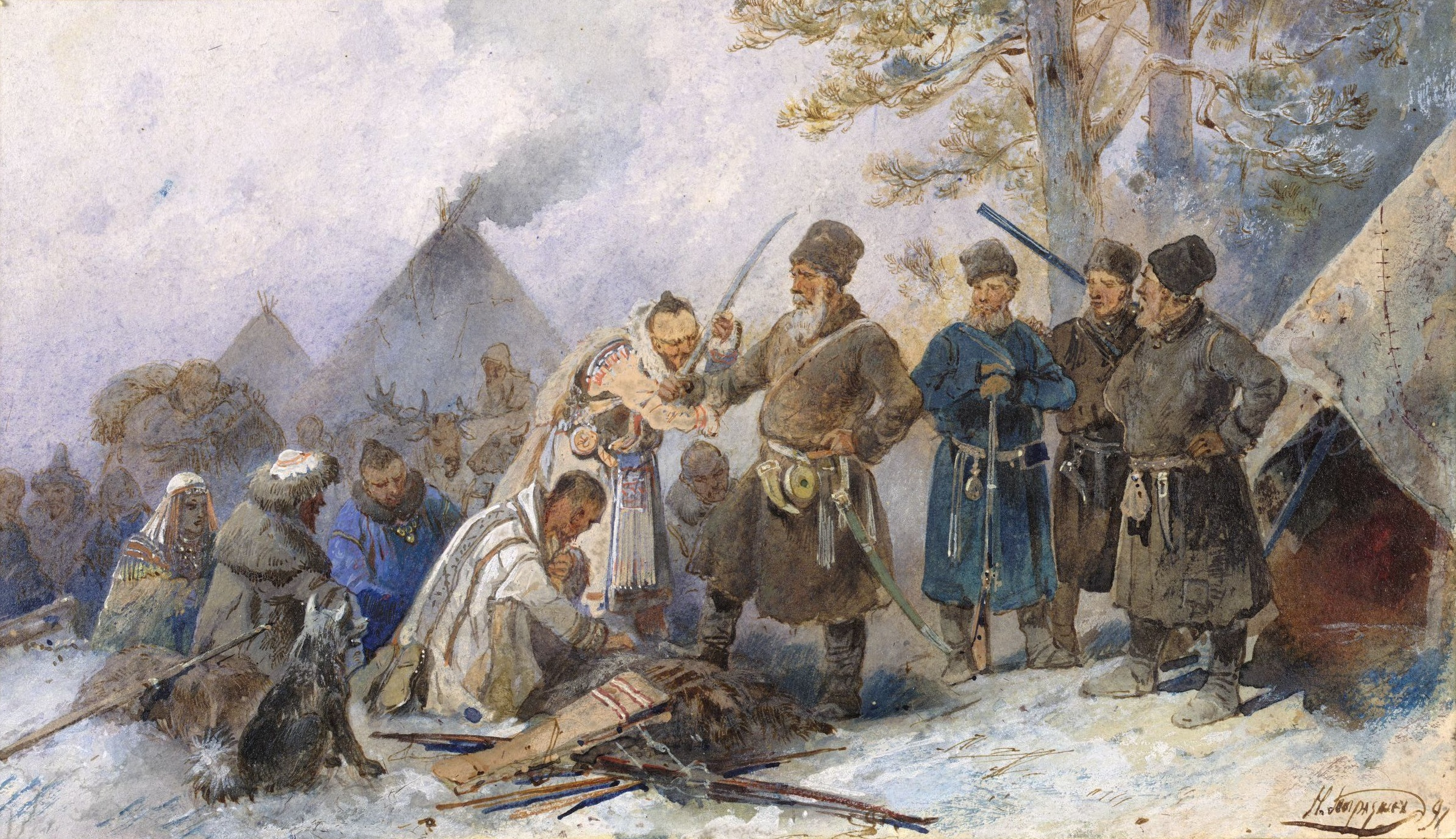
Н. Н. Каразин. Подведение сибирских инородцев под высокую Царскую руку.

В царствование Михаила Фёдоровича, первого царя из династии Романовых, казаки и поселенцы осваивают Восточную Сибирь. В течение первых 18 лет XVII века совершается переход русских на реку Енисей. Основываются города Томск (1604), Кузнецк (1618), Енисейск (1619), Красноярск (1628) и другие. Продвижение русской экспансии в южной Сибири столкнулось с сопротивлением енисейских киргизов. После ряда вооружённых столкновений, лишь к началу XVIII века территория современной Хакасии переходит под контроль России. 

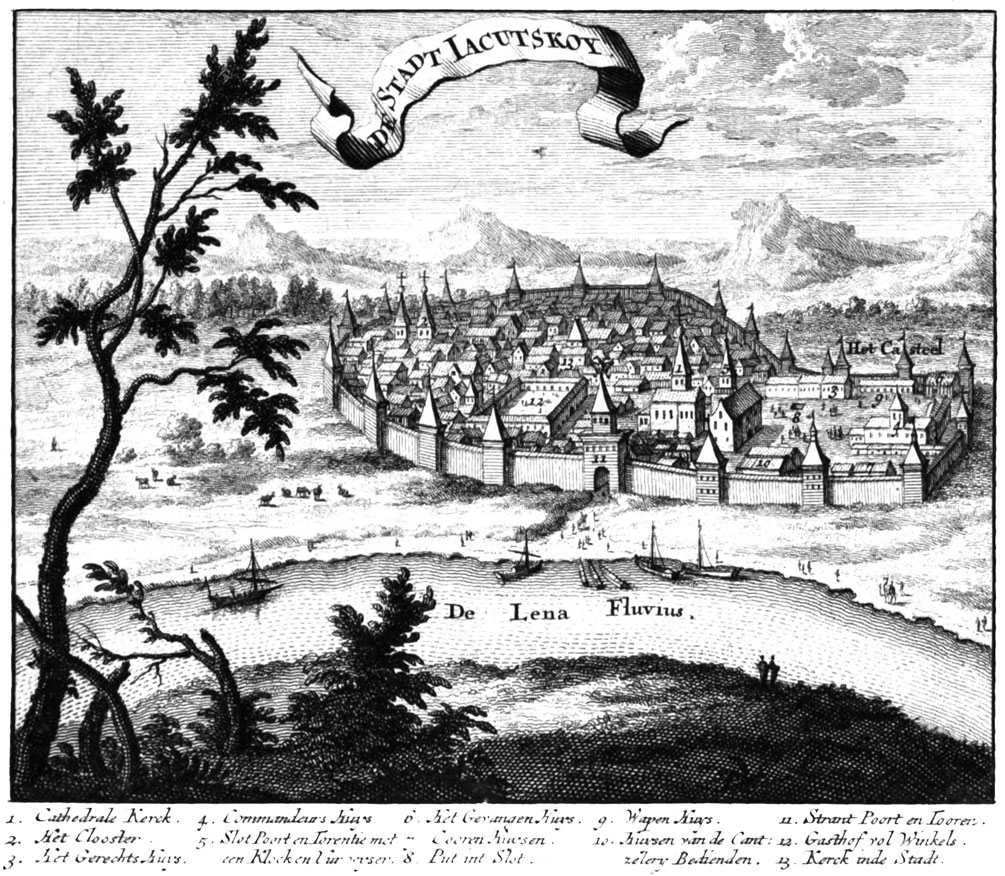
Николаас Витсен. Якутск в конце XVII века

В 1623 году землепроходец Пянда проникает на реку Лену, где позднее (1630-е) основываются Якутск и другие городки. В 1637—1640 годах был открыт путь от Якутска к Охотскому морю вверх по Алдану, Мае и Юдоме. При движении по Енисею и Ледовитому океану промышленники проникли в устья рек Яны, Индигирки, Колымы и Анадыря. Закрепление Ленского (Якутского) края за русскими было закреплено постройкой Олекминского острога (1635 г.), Нижнеколымска (1644) и Охотска (1648). В 1661 году был основан Иркутский острог, в 1665 году Селенгинский острог, в 1666 году Удинский острог.
В 1637 году для управления государственными делами в Сибири был создан Сибирский приказ. Приказ ведал административными, судебными, военными, финансовыми, торговыми, ямскими, горно-рудными и другими вопросами, а, частично, и посольскими сношениями с сопредельными с Сибирью странами — Китаем и «владельцами Мунгальскими и Калмыцкими». Приказ контролировал местные администрации, руководил составлением ясачных окладных книг и сбором ясака.
В 1649—1650 годах казачий атаман Ерофей Хабаров достиг Амура. К середине XVII века русские поселения появляются в Приамурье, на побережье Охотского моря, на Чукотке.
В 1645 году казак Василий Поярков открывает северное побережье Сахалина.
В 1648 году Семён Дежнёв проходит из устья реки Колыма в устье реки Анадырь и открывает пролив между Азией и Америкой.
По царскому указу от 1653 года Сибирь используется для ссылки воров и разбойников. В редких случаях в Сибирь высылали жертв дворцовых интриг со времён царствования Бориса Годунова.
В 1686 году в Нерчинске проведена первая плавка серебра из Аргунских или Нерчинских серебряных руд. Впоследствии здесь возникает Нерчинский горный округ.
В 1689 году заключается Нерчинский договор, начинается приграничная торговля с Китаем.

## XVIII век

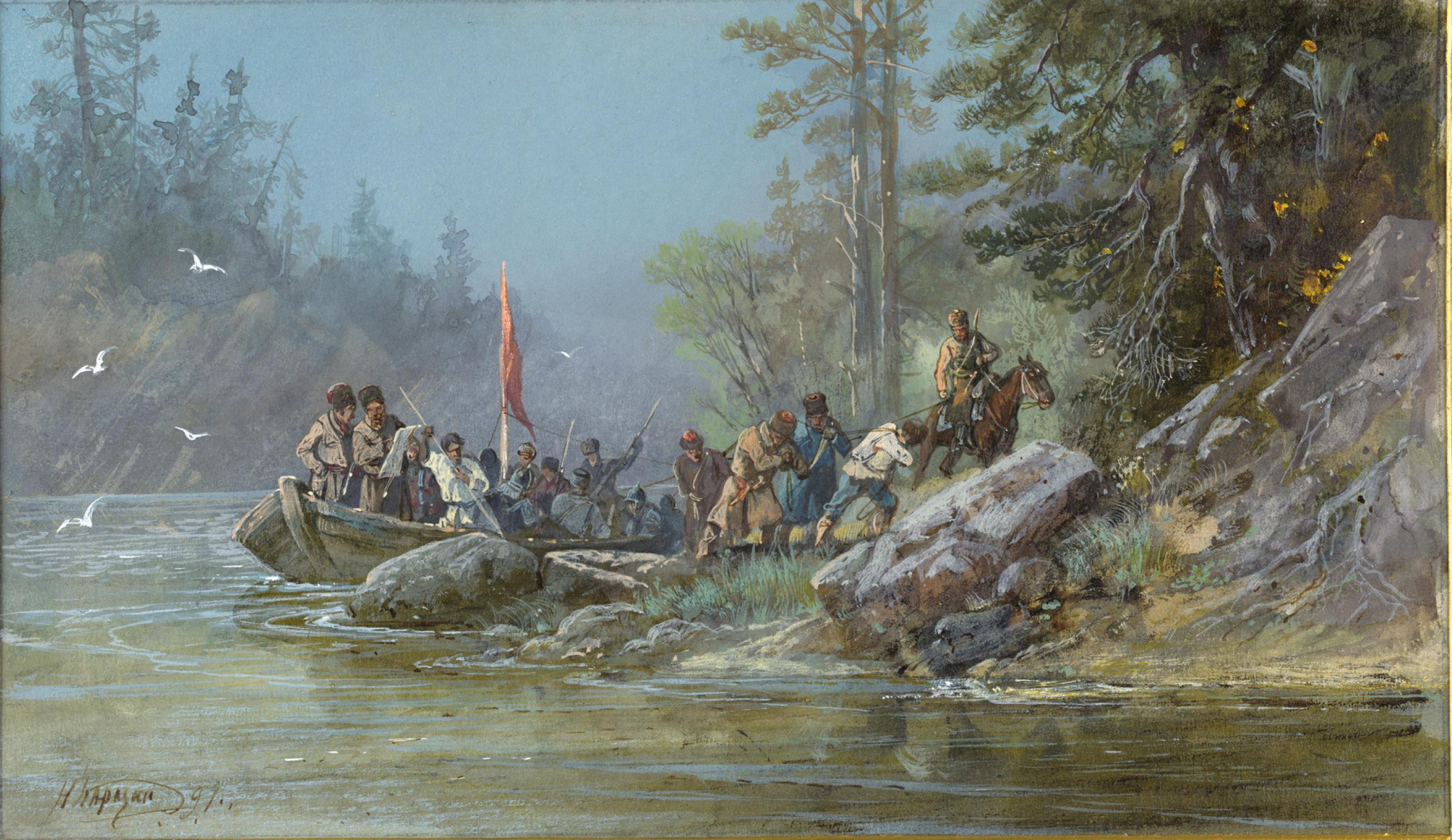
Сибирские казаки исследуют новые земли. XVIII век.

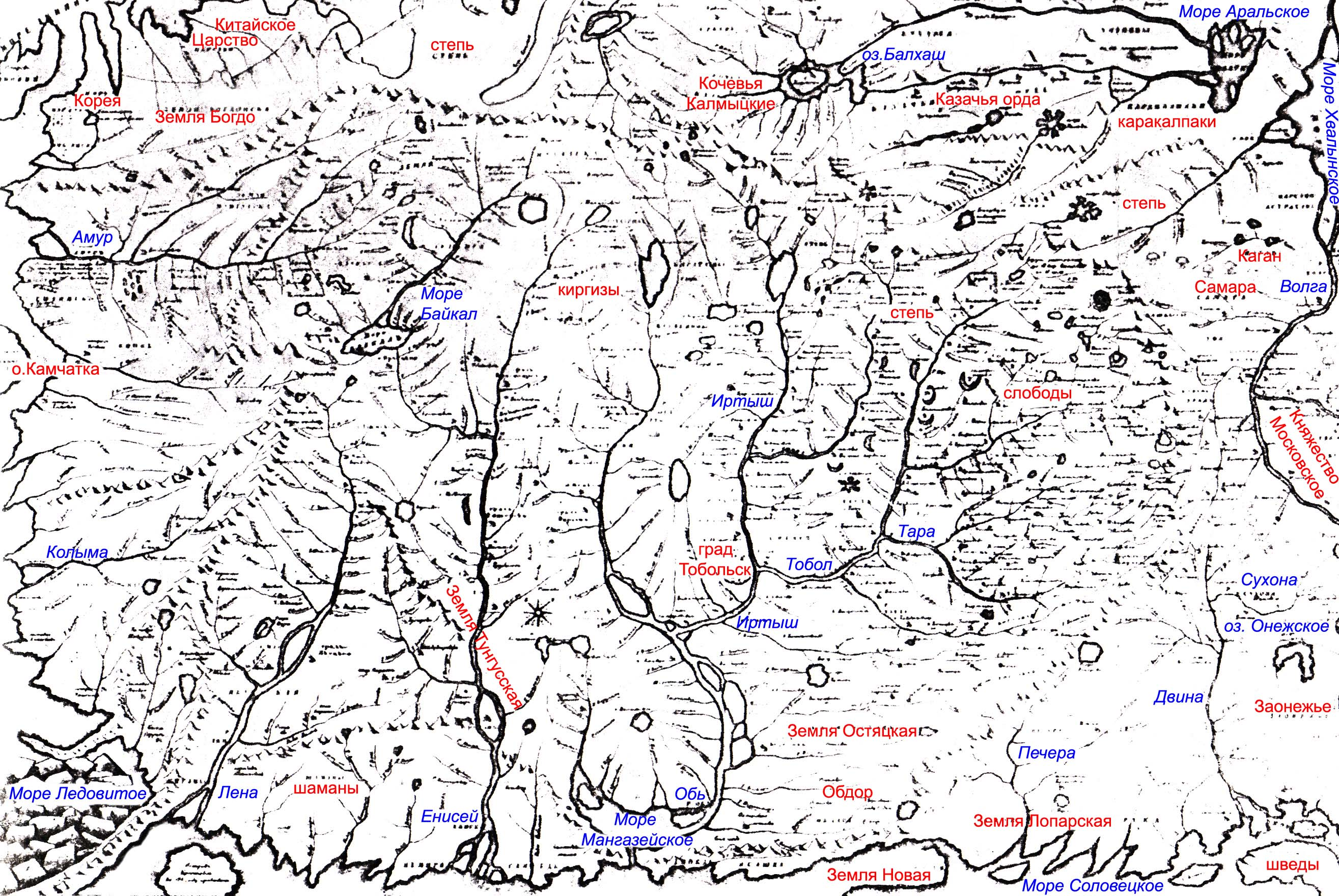
«Чертёж всех сибирских градов и земель» из атласа Семёна Ремезова, составленного в 1701 году. Чертёж ориентирован на юг (юг-вверху). На юго западе — озеро Балхаш, море Аральское и Хвалынское (Каспийское). На севере «земля Лопарская», «Море мангазейское» (Обская губа). На востоке — «остров Камчатка», южнее — река Амур с притоками. В юго-восточном углу карты за китайской стеной — «Китайское царство»

29 декабря 1708 года в ходе Областной реформы Петра I создана Сибирская губерния с центром в Тобольске. Первым губернатором стал князь М. П. Гагарин. В 1712 году Сибирская губерния была разделена на пять провинций.
В 1721 году в Санкт-Петербурге в присутствии Петра I был повешен первый губернатор Сибири князь Матвей Гагарин. В назидание другим его тело на семь месяцев оставили висеть на площади перед Биржей. Официальные судебные документы свидетельствуют, что причиной государева гнева стало казнокрадство и родственный протекционизм. Другую версию изложил шведский географ Филипп Страленберг, 13 лет проживший в Тобольске, а вслед за ним и российский историк Пётр Словцов в книге «Историческое обозрение Сибири» (1838): якобы «Гагарин злоумышлял отделиться от России, потому что верно им водворены в Тобольске вызванные оружейники и началось делание пороха». В том, что ещё в 1719 году князь Матвей тайно объявил о грядущем отделении Сибири от России, после многодневных пыток якобы сознались и некоторые из приближенных губернатора.
В XVIII веке происходит русское заселение степной части Южной Сибири, которое до того сдерживалось енисейскими кыргызами и другими кочевыми народами.
В 1730 году началось строительство Сибирского тракта.
В середине XVIII века в южной части Западной Сибири строится ряд укреплений, известных как Сибирская линия. В 1730-е годы возникает Оренбургская линия, упирающаяся одним концом в Каспийское море, а другим в Уральский хребет. Таким образом, появляются опорные пункты между Оренбургом и Омском. Окончательное упрочение русских в Южной Сибири происходит уже в XIX веке с присоединением Средней Азии.
В 1760 году Сенат издает указ «о приеме в Сибирь на поселение от помещиков, дворцовых, синодальных, архиерейских, монастырских, купеческих и государственных крестьян, с зачетом их за рекрут», который позволял помещикам фактически отправлять неугодных крепостных в пожизненную ссылку в Сибирь. Результатом стал рост числа переселенцев и создание новых поселений, в основном, в притрактовой полосе Западной Сибири.
15 декабря 1763 года окончательно упразднён Сибирский приказ, ясак начинает поступать в распоряжение Кабинета Его Императорского Величества.
В 1766 году из бурят были сформированы четыре полка для содержания караулов по Селенгинской границе: 1-й ашебагатский, 2-й цонгольский, 3-й атаганский и 4-й сартольский.
В правление Петра I начинается научное исследование Сибири, организуется Великая Северная экспедиция. В начале XVIII века в Сибири появляются первые крупные промышленные предприятия — Алтайские горные заводы Акинфия Демидова, на основе которых был создан Алтайский горный округ. В Сибири основываются винокуренные и солеваренные заводы. В XVIII веке в Сибири на 32 заводах вместе с обслуживавшими их рудниками было занято около 7 тысяч работников. Особенностью сибирской промышленности было использование труда ссыльных и каторжан.
В архитектуре складывается стиль Сибирского барокко.

## XIX век

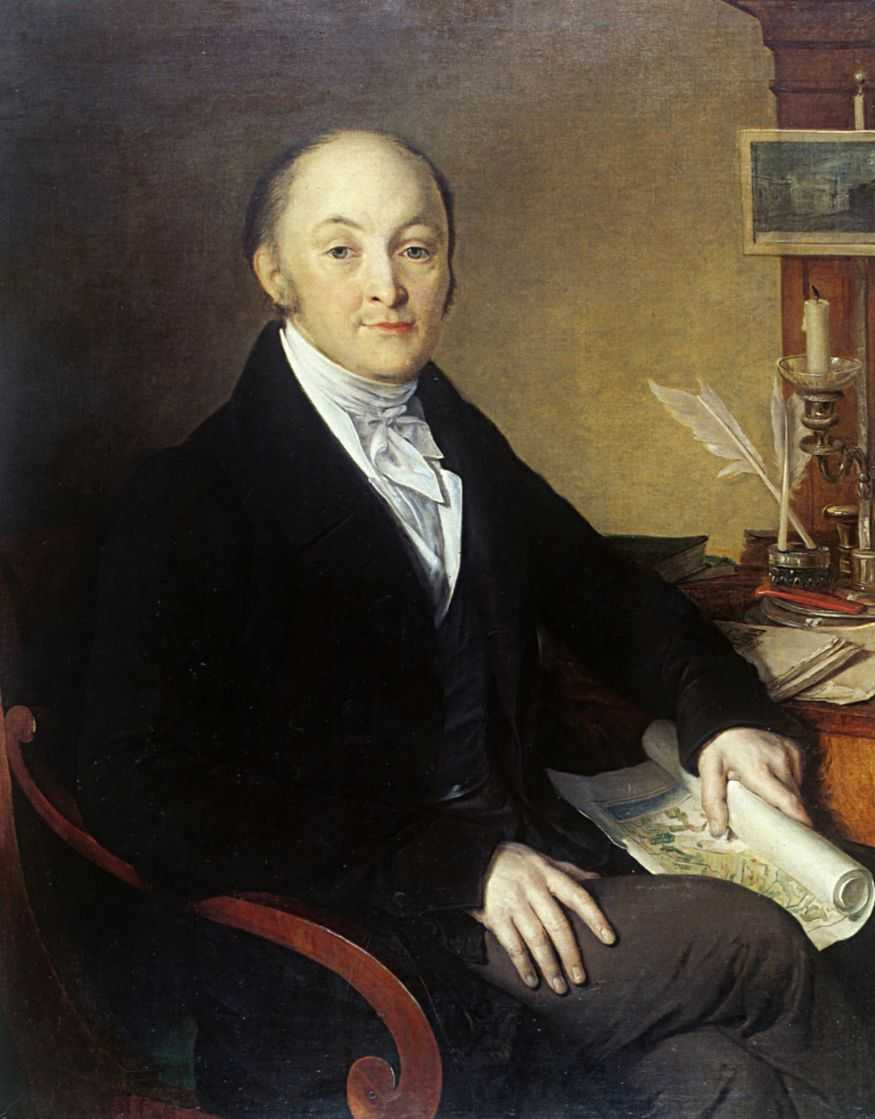
Сибирский генерал-губернатор М. М. Сперанский. Портрет работы Василия Тропинина

### Административное деление
В результате административной реформы М. М. Сперанского 26 января (7 февраля) 1822 года именным указом Азиатская Россия была разделена на два генерал-губернаторства: Западно-Сибирское с центром в Тобольске и Восточно-Сибирское с центром в Иркутске. К Западной Сибири были отнесены Тобольская, Томская губернии и Омская область, к Восточной Сибири — Иркутская губерния, вновь образованная Енисейская губерния, Якутская область, Охотское и Камчатское приморские управления и Троицкосавское пограничное управление. Губернии делились на округа, а последние — на волости и инородческие управы.
22 июля (3 августа) 1822 года царем было утверждено 10 законов, составивших особое «Сибирское учреждение»: «Учреждение для
управления сибирских губерний», «Устав об управлении инородцев», «Устав об управлении киргиз-кайсаков», «Устав о ссыльных», «Устав об этапах», «Устав о сухопутных сообщениях», «Устав о городовых казаках», «Положение О земских повинностях», «Положение о хлебных запасах», «Положение о долговых обязательствах между крестьянами и между инородцами».
В 1833 году Сибирские губернии были объединены под надзор в Сибирский жандармский округ, поскольку в эти годы увеличился приток ссыльных (декабристы, участники польского движения 1831 года).
В 1858—1860 годах к Российской империи были присоединены территории Приамурья и Приморья.

### Промышленность
Из 86 горных пород и минералов, добывавшихся к моменту крестьянской реформы в России, не менее 12 добывались только в Сибири. Сибирская горнодобывающая промышленность была сконцентрирована в южных, более обжитых и удобных для жизни районах.
В XIX веке в Сибири активно развивается золотопромышленность, по объёму производства одно время превышавшая все остальные отрасли промышленности вместе взятые (См. Золотая лихорадка в Сибири, Ленские золотые прииски). Сибирь в середине века стала давать 70 % — 78 % от всей добычи золота в стране. Золотопромышленность по стоимости продукции и численности рабочих стала крупнейшей отраслью горного дела в Сибири.
В то же время возникают новые бумажные, кожевенные, мыловаренные, стекольные, мукомольные производства.

### Транспорт

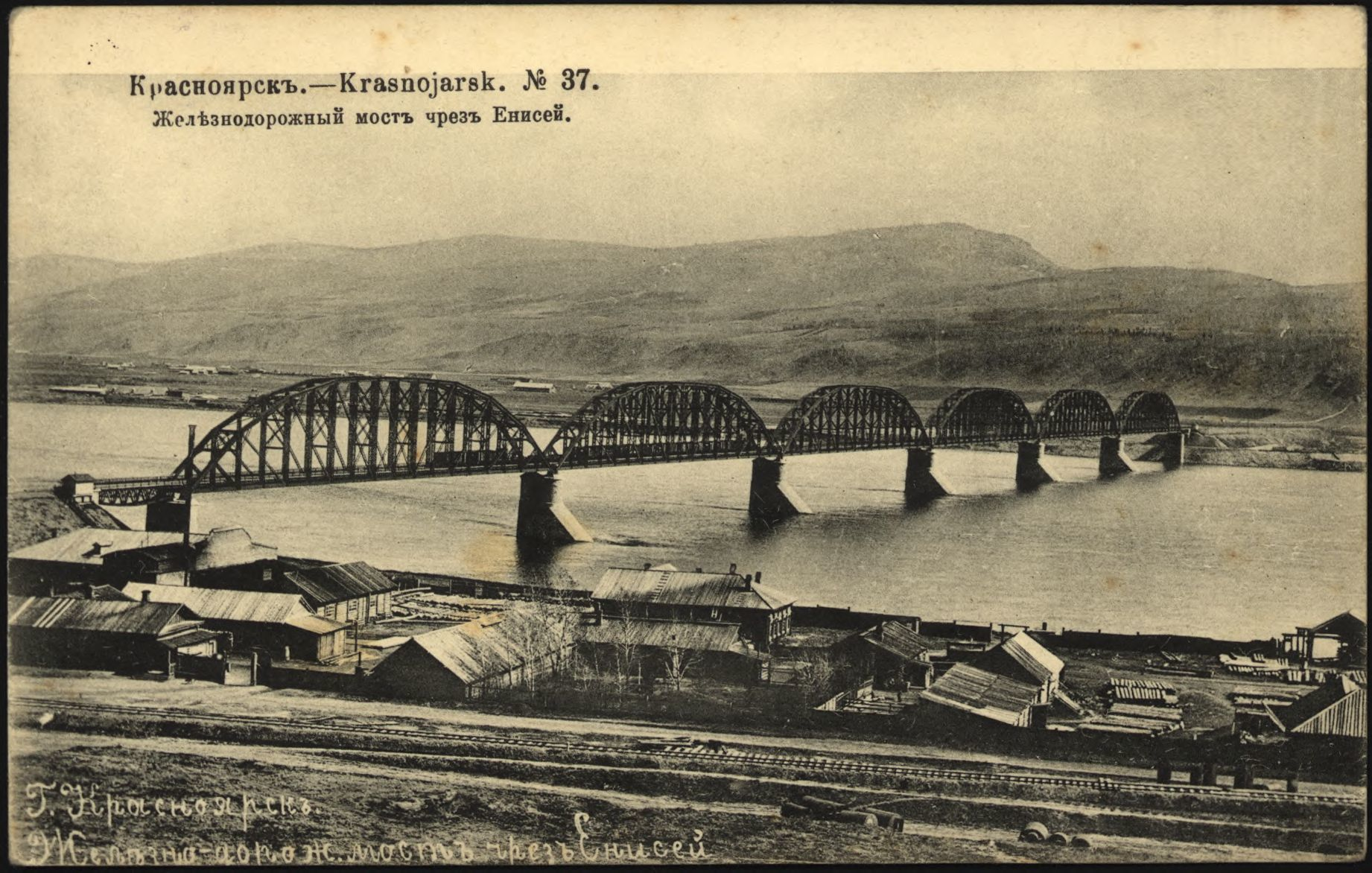
Первый железнодорожный мост через Енисей. Золотая медаль Всемирной выставки 1900 года

В Сибири для судоходства использовалось не менее 24 рек. Из них лишь по восьми движение осуществлялось вверх и вниз по течению, на остальных 16 вёлся лишь сплав товаров и леса по течению. Речное судоходство ограничивалось природными условиями: лед на реках держался от 5 до 8 месяцев, тогда как в Европейской России 2-7 месяцев. Довольно частые на сибирских реках мели, пороги, шивера, необходимость «переволакиваться» значительно ограничивали размеры судов.
В 1844 году первый рейс между Тюменью и Томском совершил пароход «Основа». В 1860 году по рекам Западной Сибири
плавали уже 10 пароходов, в 1880 году — 37, в 1894 году — 105 пароходов и 200 барж. Первый пароход на Енисее появился в 1863 году. В 1896 году на всех реках Сибири насчитывалось 172 парохода.
В 1905 году было закончено строительство Кругобайкальской дороги, что обеспечило бесперебойное сообщение с Забайкальем.
В 1890—1910-х годах была построена Сибирская железная дорога (иначе-«Транссибирская магистраль»), связывающая Сибирь и Дальний Восток с Европейской Россией. Железная дорога значительно изменила экономические условия. Отпала потребность в крупных посредниках, не нужно было создавать крупные годовые запасы товаров в торговых городах, например, Томске, Иркутске, Верхнеудинске. Товар доставлялся непрерывно в течение всего года по железной дороге мелкими партиями, торговля стала более мелкой, стала требовать меньше оборотного капитала и менее продолжительных сроков кредита.

### Сельское хозяйство
В середине XIX века в Западной Сибири было 702 тысяч лошадей, 1113 тысяч голов крупного рогатого скота, 1452 тысяч овец; во всей Сибири имелось 266 тысяч оленей. На сто человек приходилось в Сибири 56, а в Европейской России — всего 26 лошадей, коров было соответственно 63 и 36, овец в Восточной Сибири 140, а в Европейской России — 61.
В середине XIX века урожайность в Сибири была несколько выше, чем в европейской части страны, после отмены крепостного права урожайность в Европейской России росла быстрее, чем в Сибири.
В начале XVIII века в Европейской России возделывалось 55 видов культур, а в Сибири всего 14. В середине XIX века, число культур возросло в Европейской части до 113, а в Сибири до 29. В Сибири и на Дальнем Востоке перед Первой мировой войной было учтено 7,6 млн десятин пашни, что составило 0,7 % всей территории.

### Финансы

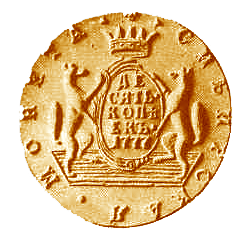
Реверс сибирской монеты чеканки Сузунского монетного двора.

До 1740-х годов существовал запрет на вексельные переводы из России в Сибирь и обратно. Правительство опасалось, что воеводы и губернаторы, прикрываясь купеческими вексельными операциями, смогут выводить из Сибири свои деньги. В Сибирь деньги перевозились в наличном виде.
С 5 декабря 1763 года по 7 июня 1781 года исключительно для обращения в Сибири чеканится медная Сибирская монета.
С 1769 года появились в обращении ассигнации (бумажные деньги). После разрешения вексельного перевода платежей из России в Сибирь начал распространяться безналичный расчет, начинается становление банковской системы. Открываются государственные банковские конторы для кредитно-вексельных операций в 1772 году в Тобольске, а в 1779 году — в Иркутске.
В 1800 году правила торговли с Китаем разрешали только бартерные операции. Запрещены покупка и продажа товаров за деньги, а также кредитные операции.
В 1830—1860-е годы в Сибири появляются городские общественные банки.

### Образование, наука, культура
В 1878 году основан Томский университет. До широкого распространения университетской и вузовской науки, роль научных центров в Сибири исполняли краеведческие музеи. Иркутский областной краеведческий музей был основан в декабре 1782 года.
В 1851 году в Иркутске был создан Сибирский отдел Русского географического общества (СОРГО). Через 27 лет он был разделен на два отдела Восточно-Сибирский и Западно-Сибирский (ВСОРГО и ЗСОРГО).

### Переселение в Сибирь

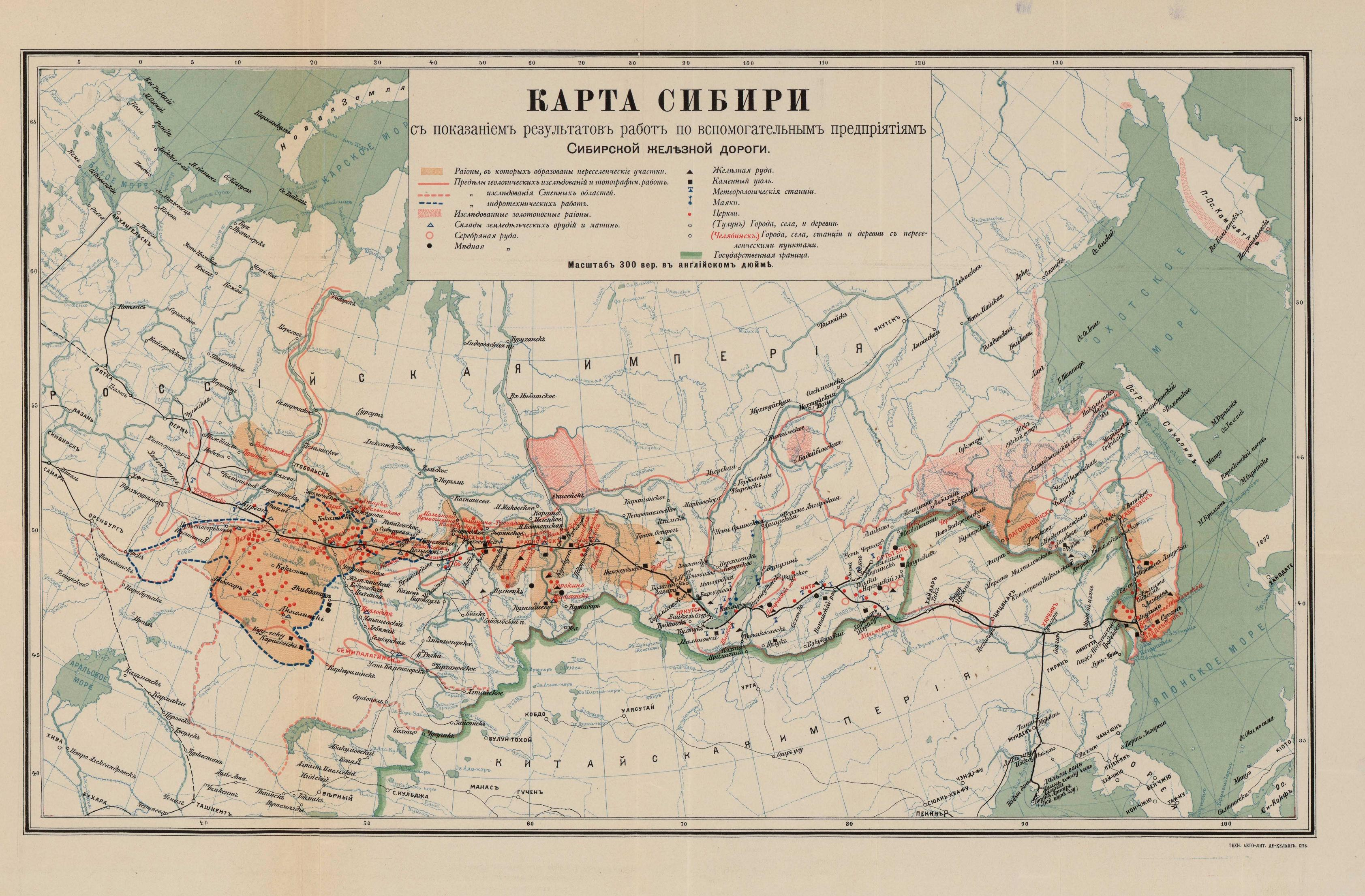
Карта Сибирской железной дороги и переселенческих участков в Сибири в начале XX века

В 1795 году насчитывалось 595 тыс. ревизских душ (около 1200 тыс. человек). В 1840 году в Тобольской и Томской губерниях проживало 1294,7 тысяч человек, в том числе 67,4 тысяч ссыльных. В 1845—1855 годах, согласно Указу об организации переселения крестьян в связи с освоением Сибири от 8 (20) апреля 1843, переселилось 90,6 тыс. крестьян.
После отмены крепостного права в 1861 году увеличился поток крестьян-переселенцев в Сибирь.
Значительные и ранее темпы заселения Сибири, Средней Азии и Дальнего Востока ещё более возрастают с 1880-х годов. Так, с 1883 по 1905 год в эти регионы переселились более 1 млн 640 тысяч человек. Из них в Томской губернии остались 740 тысяч, на Дальнем Востоке 162 тысячи
С 1882 г. переселенцы стали добираться на Дальний Восток водным путем: Одесса — Владивосток через Суэцкий канал, что позволило сократить время пути с полутора лет до 40-45 дней.
Особенно возросли размеры переселений после пуска Транссибирской магистрали. Если в 1893 году в Сибирь прибыли 56 тысяч переселенцев, то уже в 1895 году — 107 тысяч. В ходе столыпинской реформы в 1906—1914 годах численность переселенцев здесь ещё более увеличивается и достигает без обратных переселенцев 3 миллионов 312 тысяч человек. В этот период увеличивается число выезжающих в Западную Сибирь и Среднюю Азию, удельный вес Восточной Сибири и Дальнего Востока уменьшается.

### Сибирская ссылка

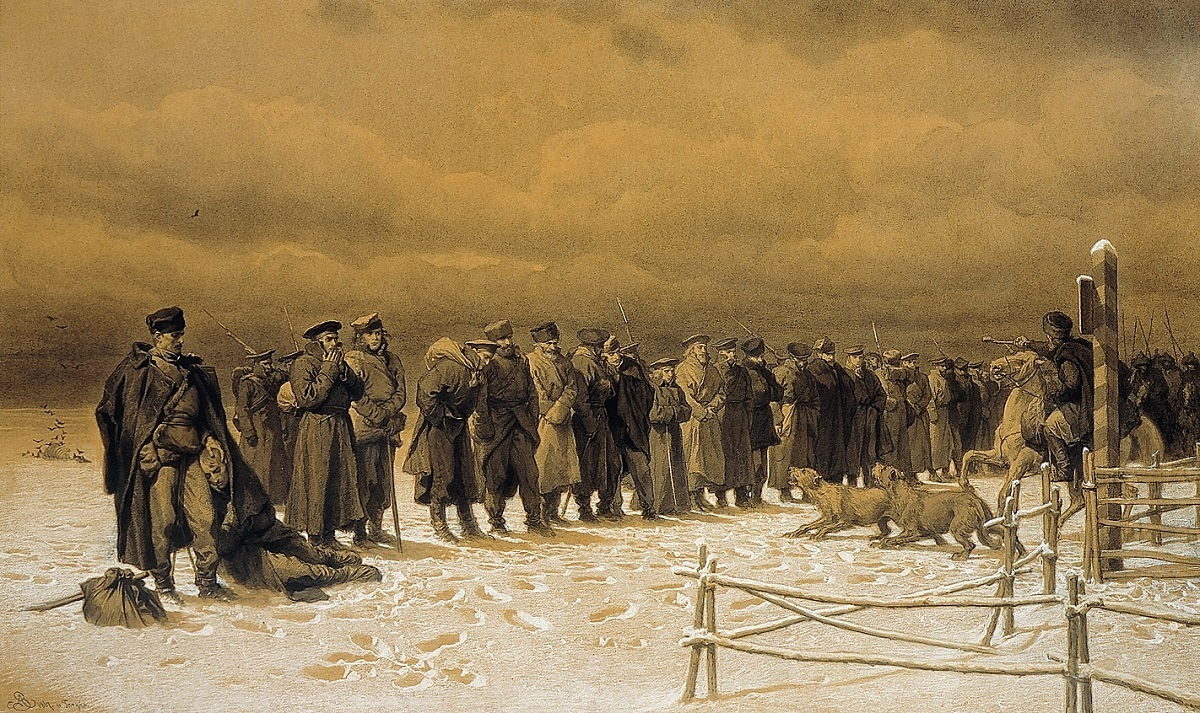
«Поход в Сибирь». Худ. Артур Гротгер (1866). На картине высылка участников польского восстания 1863—1864 годов в Сибирь.

Массовый характер ссылка в Сибирь приобрела после отмены в середине XVIII века смертной казни и замены её вечной каторгой.
Ссылка уголовных и политических преступников в Сибирь в XIX веке рассматривалась правительством прежде всего как средство заселения края при ограничении свободного переселения. В системе уголовного законодательства Российской империи существовали следующие разновидности ссылки: после отбытия срока каторжных работ, на поселение (жительство), административная и на водворение. Как правило, приговорённые к ссылке, через специальные учреждения в Тобольске и Тюмени, в зависимости от тяжести проступков, распределялись по губерниям и областям Сибири: чем серьёзнее правонарушение, тем дальше на восток водворялся осуждённый. В губернских и областных центрах местные экспедиции о ссыльных определяли место водворения правонарушителя (уезд, волость). В волостном правлении ссыльному назначалось место жительства в одном из селений с правом заниматься сельскохозяйственным трудом или промыслом с причислением к местному обществу.
После восстания 1825 года в Сибирь были сосланы многие декабристы. В 1831 году в Сибирь на каторгу и в ссылку были отправлены тысячи участников польского восстания 1830—1831 годов.
В 1860—1870-е годы в Сибирь попадали участников крестьянских волнений, членов народнических и народовольческих организаций, участников польского восстания 1863—1864, начиная с конца XIX века — члены левых политических организаций.
Во второй половине XIX века именно Сибирь являлась главным местом политической ссылки; в основном ссыльных отправляли в Забайкалье, Якутскую область, Енисейскую, Иркутскую и Томскую губернии. К началу XX века в Сибири находилось до 300 тыс. ссыльных.

## XX век

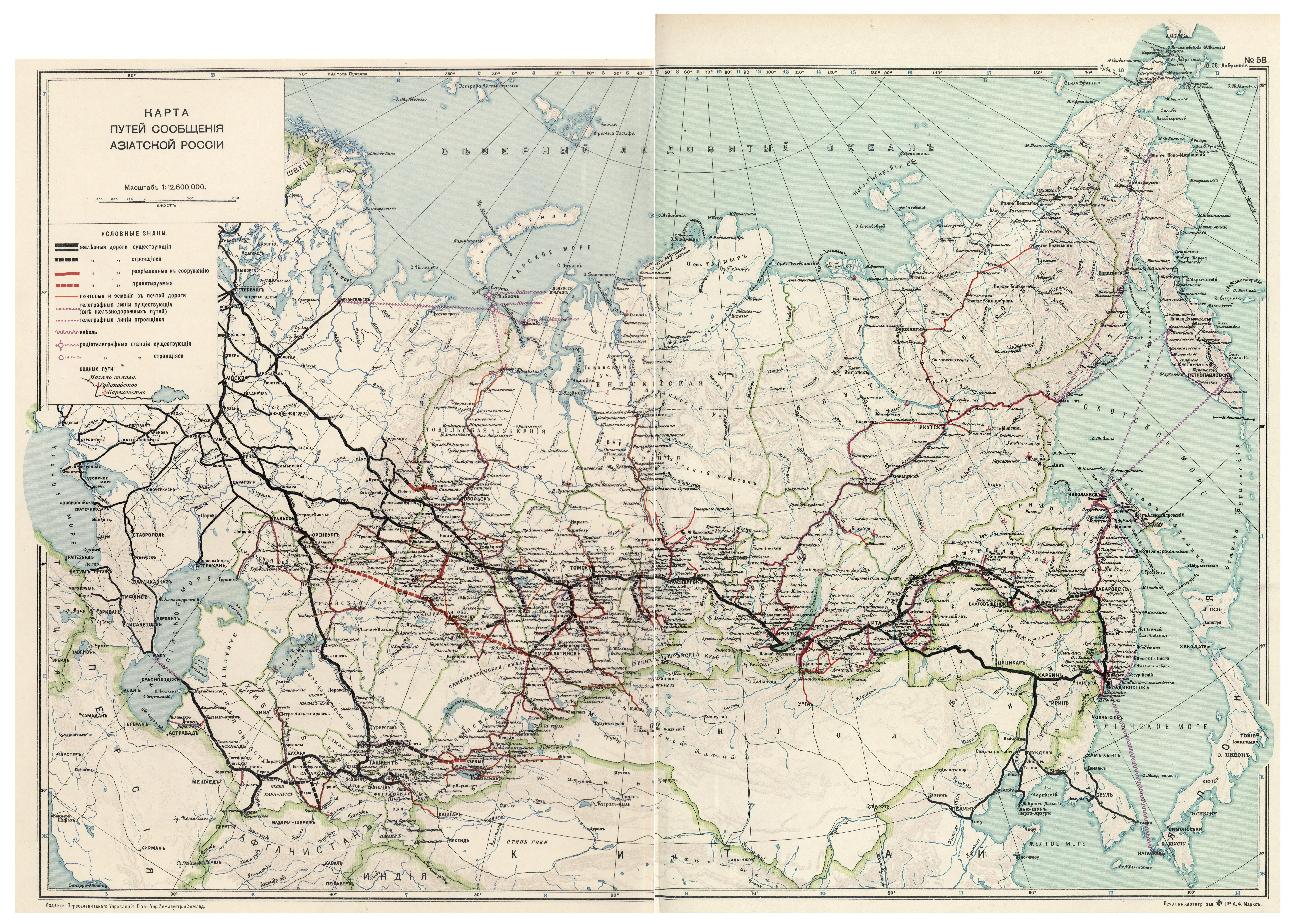
Карта путей сообщения Азиатской России, 1914 г.

В начале XX века Восточная Сибирь становится тылом для русско-японской войны. Продолжается быстрое экономическое развитие Сибири, связанное со строительством Транс-Сибирской магистрали. Городское население Сибири с 1840 года до 1913 года выросло в 6,2 раза.
Во время гражданской войны летом 1918 года в Сибири свергается Советская власть, и Омск становится сначала столицей Сибирской республики, а затем осенью 1918 года центром антибольшевистского правительства Колчака. После поражения белых войск в 1920 году в Сибири снова устанавливается советская власть. В 1920 году в Забайкалье и на Дальнем Востоке создаётся буферная Дальневосточная республика. После окончательного разгрома белых на Дальнем Востоке, в 1922 году ДВР вошла в состав РСФСР.
В 1925 году вместо существовавших раньше губерний был образован Сибирский край с центром в Новосибирске, в 1930 разделённый на Западно-Сибирский край и Восточно-Сибирский край, впоследствии также разделённые на области.
В конце 1920-х годов начинается индустриализация Сибири. В 1920—1930-х годах развивается угольная промышленность в Кузнецком угольном бассейне. Строительство и новые заводы требуют рабочих рук. В 1928—1937 годах в Новосибирскую область прибыло 2706,1 тысяч человек, в Иркутскую — 777,1 тысяч, в Читинскую — 440,1 тысяч человек. К 1939 году доля городского населения Сибири выросла до 31,3 %.
Ещё до революции 1917 была построена железная дорога от Ново-Николаевска до Семипалатинска, а в 1926—1931 годах от Семипалатинска была построена Туркестано-Сибирская магистраль, соединившая Сибирь со Средней Азией.
Во время сталинских репрессий Сибирь становится местом массовой «кулацкой ссылки» и местом размещения лагерей ГУЛага.
Во время Великой Отечественной войны население крупных городов Сибири резко растёт за счёт эвакуации промышленности и людей из Европейской части СССР. В 1941—1942 годах в Сибирь прибыло около 1 миллиона человек.
В 1957 году по инициативе академиков М. А. Лаврентьева, С. Л. Соболева и С. А. Христиановича было образовано Сибирское отделение Академии наук СССР.
В 1950—1970-х годах на реках Сибири строится ряд крупных ГЭС (Новосибирская ГЭС на Оби, Енисейский каскад ГЭС, Ангарский каскад ГЭС). В 1974—1989 годах была построена Байкало-Амурская железнодорожная магистраль.
После распада СССР, в конце XX — начале XXI века наблюдался значительный отток населения из Сибири в Европейскую Россию. К 2010 году население Сибири и Дальнего Востока сократилось на 3 миллиона человек, по сравнению с 1990 годом.
В 2000 году в результате административной реформы был образован Сибирский федеральный округ.

## Население Сибири
| Год                      | 1710  | 1851 | 1911   |
| ------------------------ | ----- | ---- | ------ |
| Население, тысяч человек | 312,4 | 2268 | 8511,4 |

## Карты Сибири

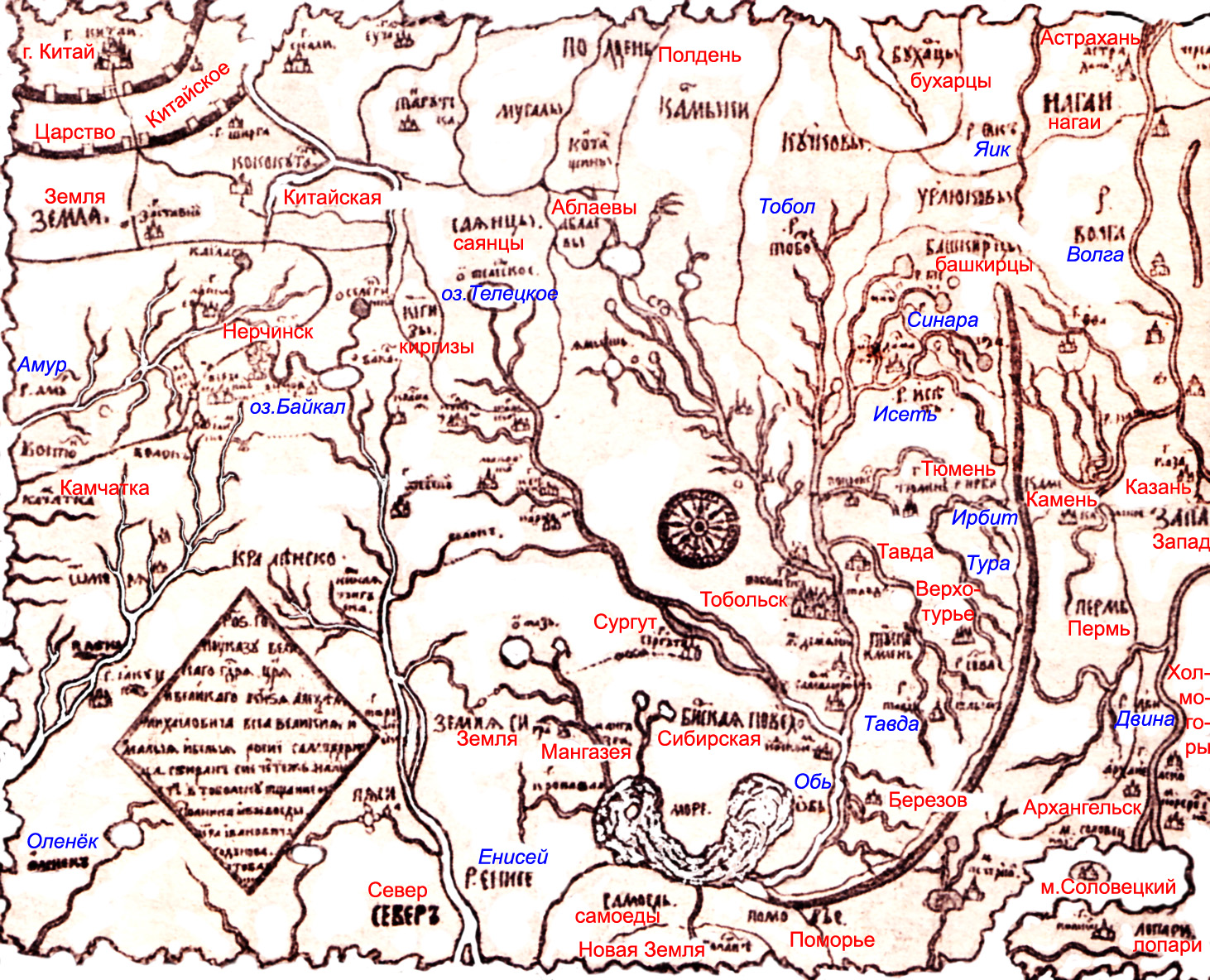
Чертёж Сибирской земли — российская карта Сибири и Дальнего Востока, которую в 1667 году по царскому указу составил тобольский воевода П.И. Годунов (с расшифровкой)
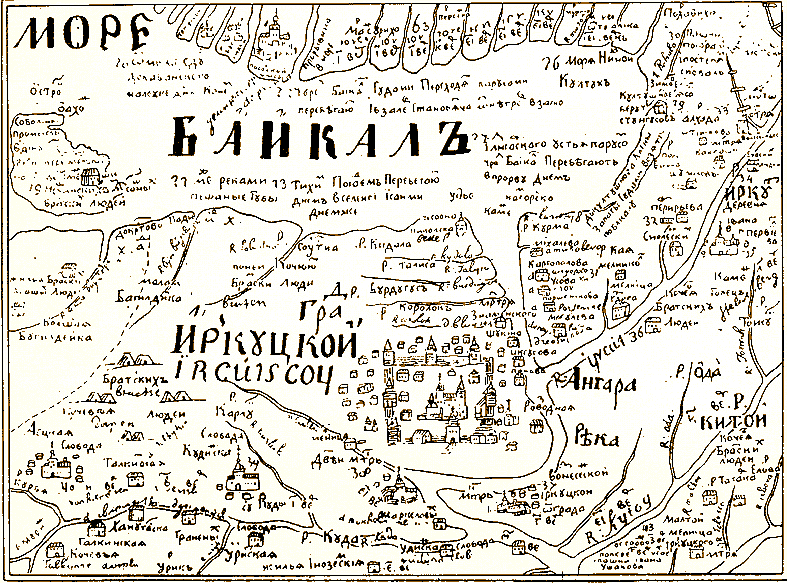
Старинная схема Иркутска и окрестностей, 1699—1701 гг.
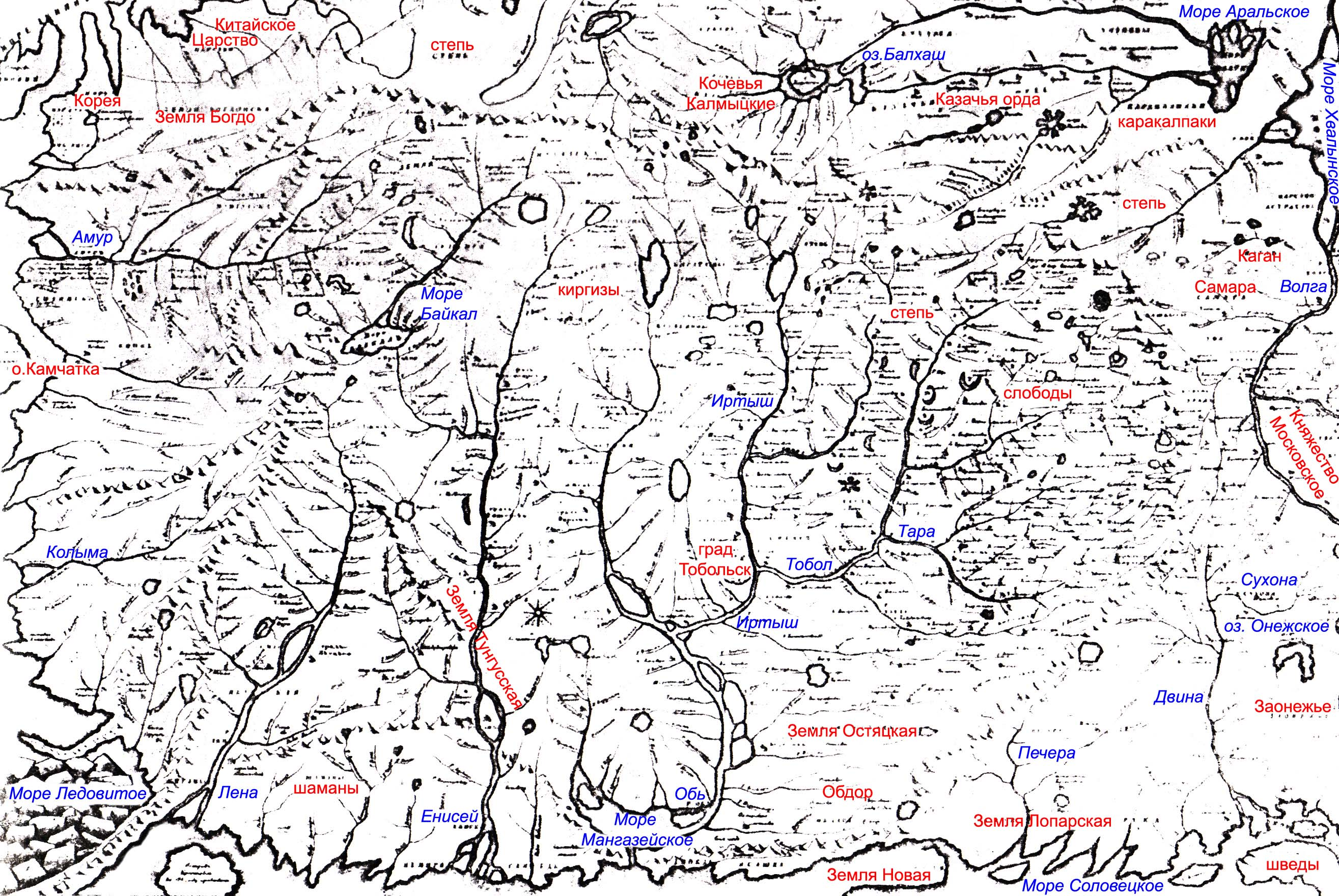
Чертёж всех сибирских градов и земель. Из атласа Семёна Ремезова.
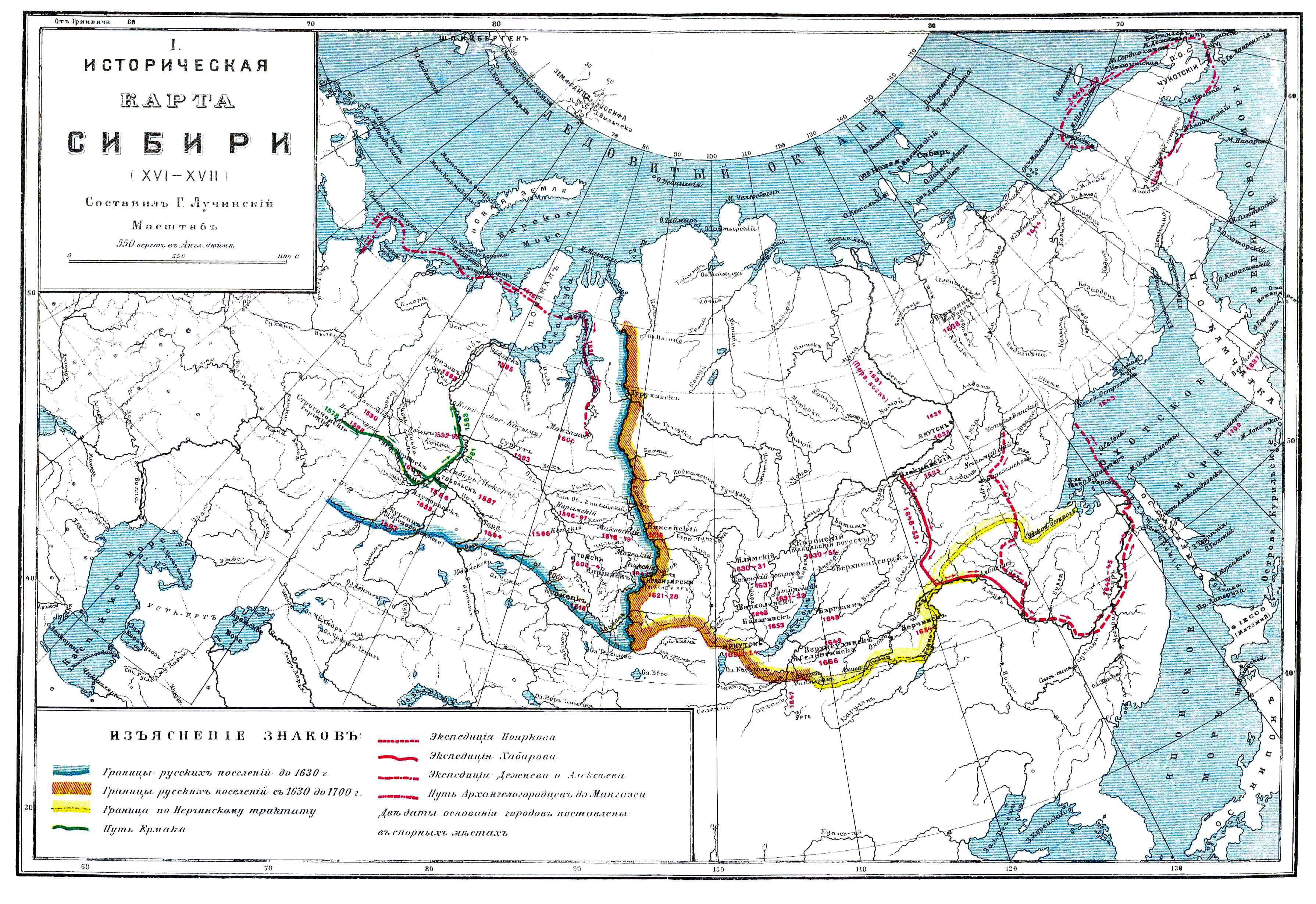
Покорение Сибири в XVI—XVII веках
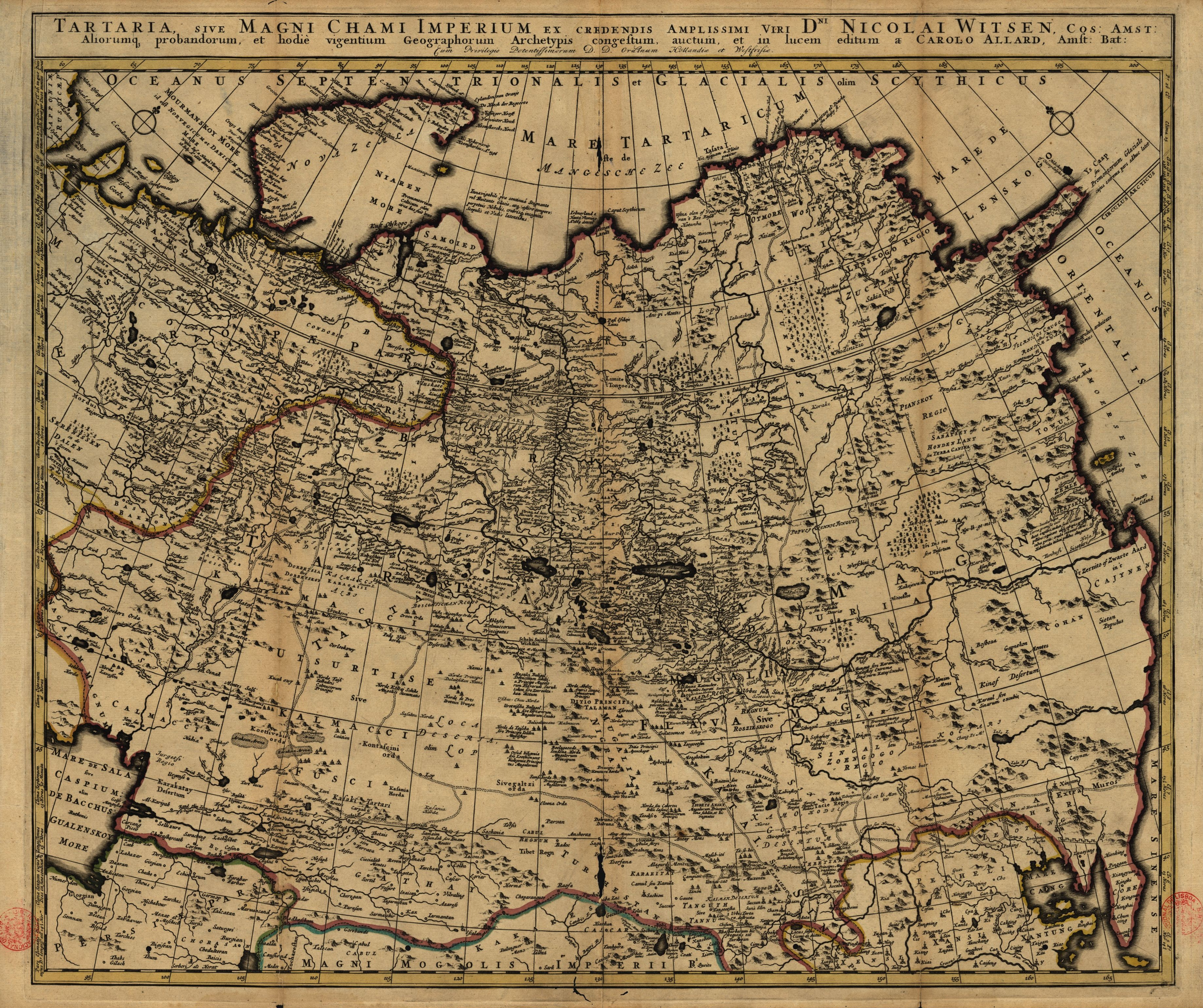
Карта Тартарии Николааса Витсена 1705 год.
Атлас Российский. 1745 год.
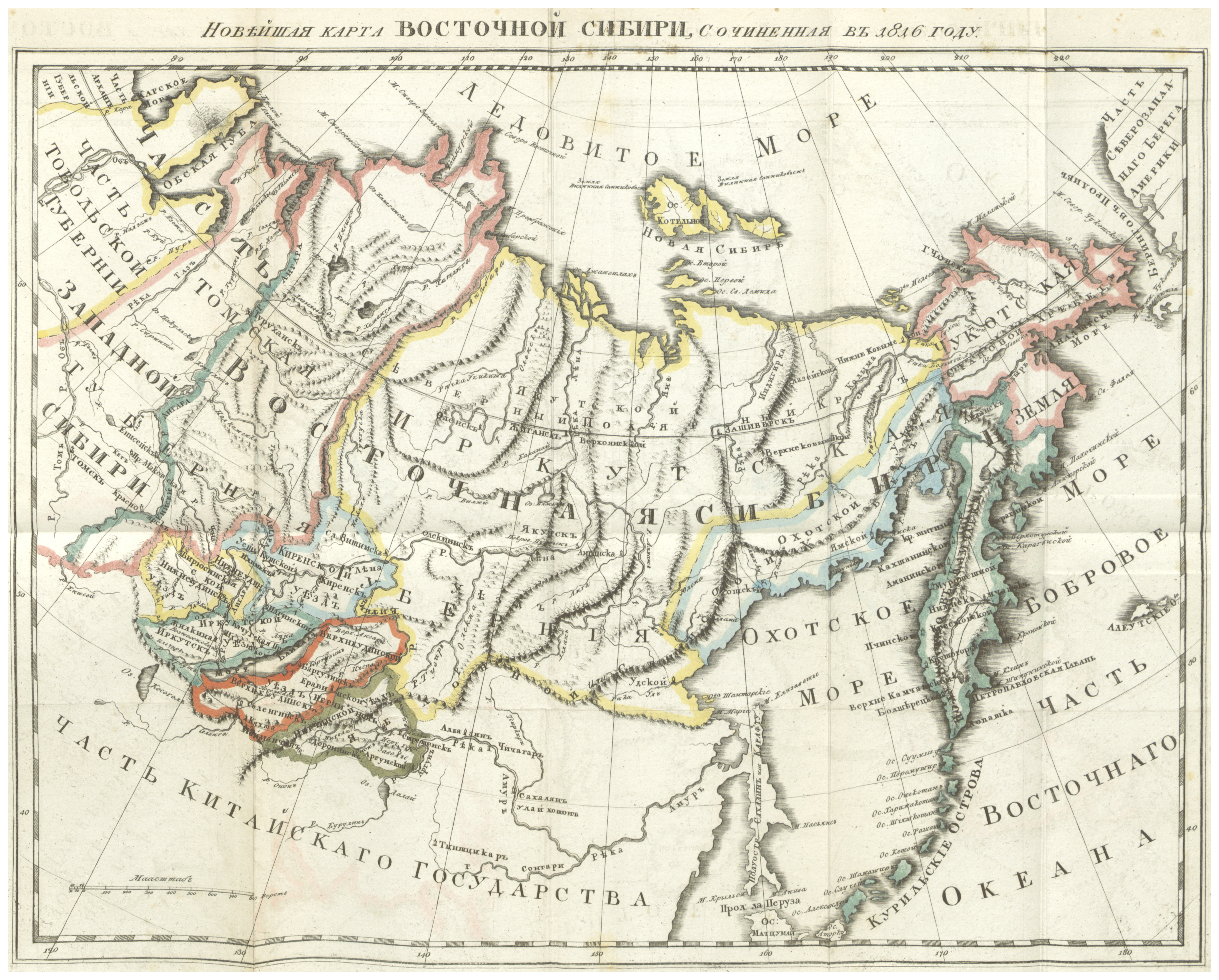
Карта Сибири в 1816 году
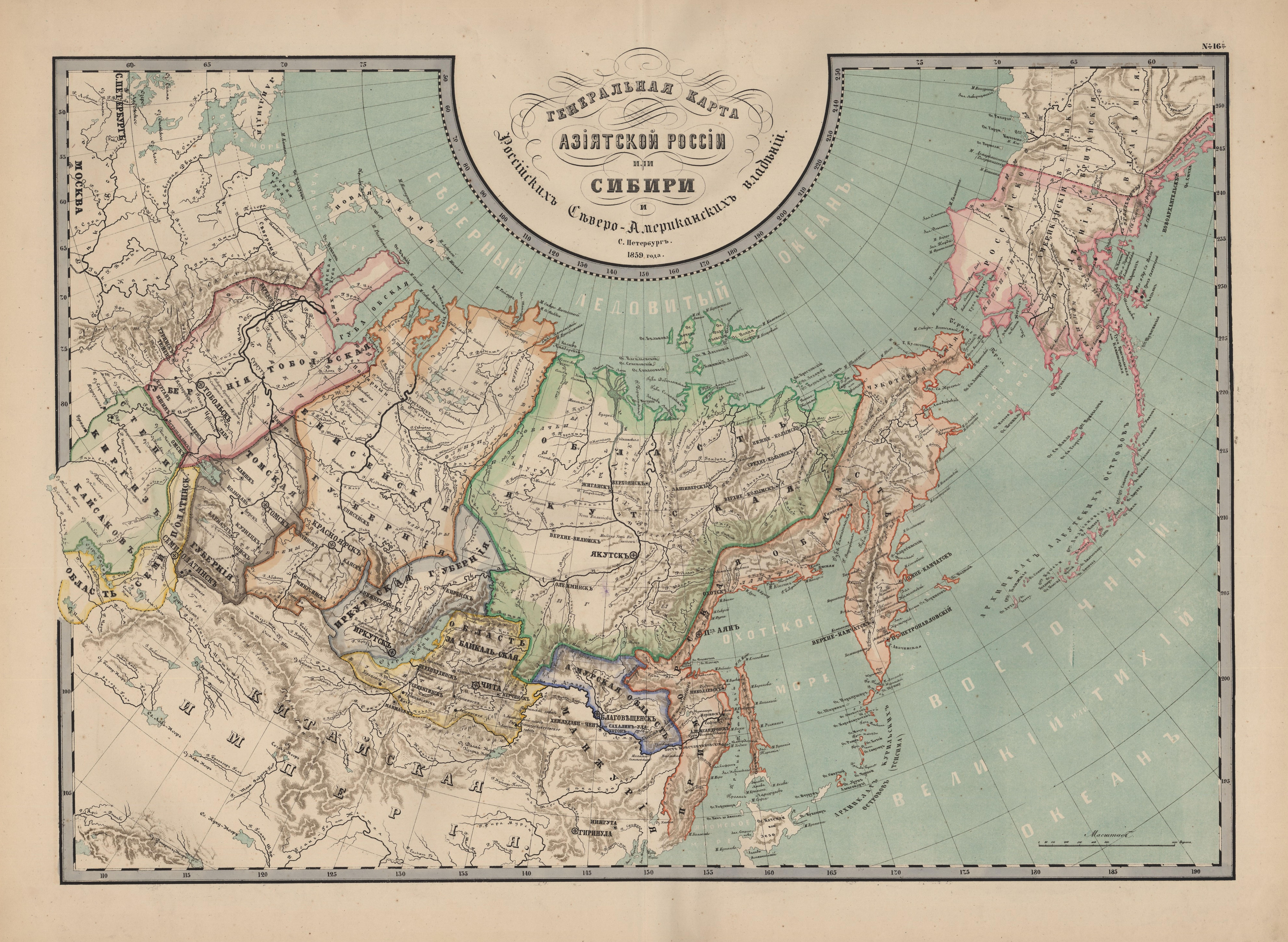
Карта Сибири в 1859 году
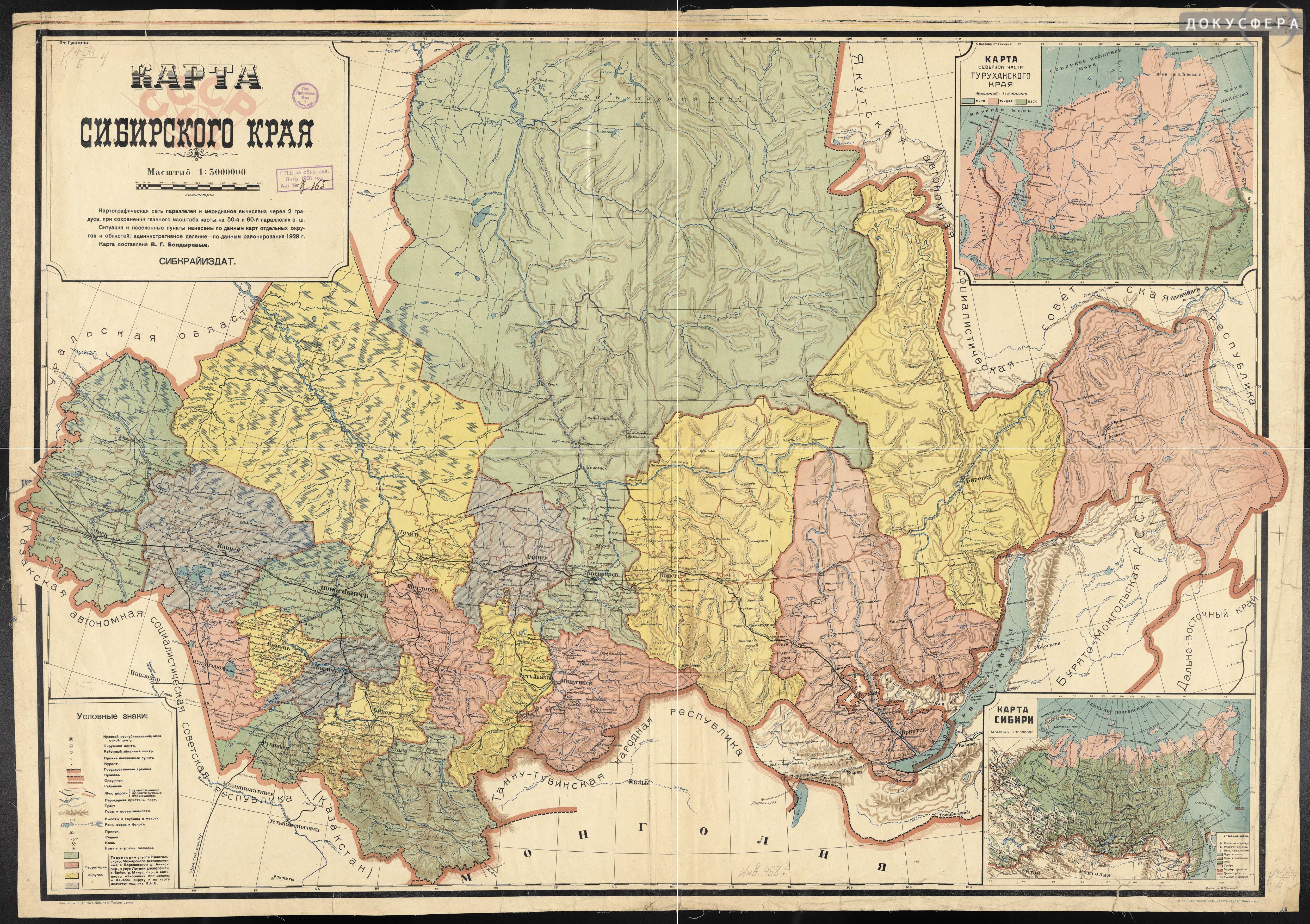
Сибирский край. 1929 год